# 1970年代香港命案列表
1970年代香港命案列表記錄於1970年至1979年在香港發生過涉及人命的案件，包括謀殺及誤殺等他殺命案，每宗案件必須列明資料來源。而一般的因自殺、疾病、天災、意外等導至死亡的案件則不在此列。此列表可能並不完全，尚有大量案件由於年代久遠，資料不完整而未被記錄。

## 1970年
| 案發日期       | 案件                               | 簡介 |
| -------------- | ---------------------------------- | --- |
| 1970年1月1日   | 大埔廣福道命案                     | 清晨0時45分，邵氏大廈青年看更林漢強（22歲），在大埔廣福道被10名飛仔青年飛車截擊，拉下車毆至重傷不治。事後警方控告王錦揚（20歲）、彭輝（19歲）及彭清（20歲）謀殺。 |
| 1970年1月10日  | 油麻地廟街17號梯間刼殺案           | 大牌檔老闆陳錦（49歲）被任職理髮店洗頭工人的姓林少年（15歲零4個月）截劫，反抗時被少年以童軍刀向其右胸連刺兩刀，傷重死亡。 |
| 1970年1月13日  | 紅磡黃埔街18號梯間命案             | 案發於紅磡黃埔街18號二樓，兩名泰國華僑倪譽銓（44歲）與妻子麥燕霞（44歲）於黄埔街20號A後座二樓探望伶人文千歲的母親後，途經紅磡黃埔街18號時，被兩男一女脅挾上二樓梯間。之後發現二人倒臥於二樓梯間血泊中，倪譽銓不治，麥燕霞重傷。                                                 |
| 1970年1月15日  | 油麻地佐敦道35號豪華茶廳命案       | 一批手持西瓜刀的流氓將周維智（19歲）及張志傑（17歲）兩人斬殺，一人陳屍閣樓，一人逃至遠東銀行分行門前倒地，送院途中不治。男子張福忠（28歲，海員，外號大仙）、鄺偉華（18歲）及少年王XX（16歲）謀殺罪成。張福忠及鄺偉華依例判死刑，姓王少年因年輕候判。 - 案發現場已重建為百誠大廈 |
| 1970年1月30日  | 元朗康莊街市第三街命案             | 失常男子陳志輝（21歲）手刃小童簡信方（3歲）後到警署自首。 - 案發地點現址為福康街小巴站 |
| 1970年2月4日   | 深水埗桂林街48號同德大廈6樓命案    | 女子阮瑞蘭（48歲）向祖母林錦娣（87歲）索錢不遂，將對方斬死。 |
| 1970年2月5日   | 長沙灣警察宿舍高空擲物案           | 兩名清潔工人在宿舍8樓D與E座間走廊清理雜物，因電梯停用，清潔工人將梳化床從高處擲下時，一名9歲男童由地下電梯口走出，被墮下梳化床壓死。 - 案發現場已重建為長沙灣天主教小學 |
| 1970年2月11日  | 油麻地廟街241號三樓命案            | 案發於廟街241號三樓尾房，男子林炳坤（53歲）與妻子黃XX（51歲）因家事爭吵及打鬥，林炳坤被人用鐵鎚打死。林妻被控謀殺。 - 廟街241號已拆卸重建成六福珠寶中心。 |
| 1970年2月20日  | 觀塘海濱道木屋命案                 | 七名兇徒找仇家算賬不遂，將仇家父親拖出屋外毆打，傷者送院翌日不治。 |
| 1970年3月19日  | 上環干諾道西93號地盤命案           | 地盤看更梅有洪（70歲）驅逐在地盤內吸毒的道友，被道友用水喉鐵擊頭部，送院延至3月21日不治。 |
| 1970年3月22日  | 牛頭角新區第8座命案                | 一名20歲青年被毆斃。 |
| 1970年3月31日  | 洪水橋戲院命案                     | 男子甘榮X（24歲）在洪水橋戲院附近大街被八名流氓圍毆，背部中刀貫穿腹部，送院途中不治。鍾炳偉（31歲，又名大隻廣，司機）事後自首。 |
| 1970年4月11日  | 土瓜灣忠信街15號五樓命案           | 包租婦人霍愛（48歲）被一精神失常的姓吳男租客斬死。 |
| 1970年4月24日  | 咸田新區第10座1434室倫常命案       | 失業男子周成漢（30歲）殺妻梁英（25歲）後跳樓，2屍3命，遺下3名小孤女。 |
| 1970年4月30日  | 銅鑼灣高士打道命案                 | 兩幫流氓在銅鑼灣高士打道近天橋腳打鬥，青年周伯雄被人刺死。 |
| 1970年5月1日   | 新蒲崗景福街104號華大工業大廈命案  | 製衣工人鄭海南（40歲）在大廈地下電梯口，被素有積怨的工友陳瑞漢（28歲）以利剪刺斃。8月5日，陳瑞漢誤殺罪成，入獄4年。 - 案發現場已重建為新時代工貿商業中心 |
| 1970年5月3日   | 元朗新區第5座324室命案             | 魚販李振華（或作李清華，26歲）被前魚檔合伙人兼同鄉李佳（38歲）亂刀殺死，婦人李端玲（34歲）亦告受傷。8月5日，李佳誤殺罪成，入獄6年。 |
| 1970年5月4日   | 荃灣青山公路2079地段天台情殺案     | 死者沈文娣（19歲）與男友李志立（23歲，又名李興祥）爭執被刺傷，延至6月2日傷重不治。 |
| 1970年5月6日   | 慈雲山新區第44座山邊命案           | 少年歐陽志恒（16歲，工廠工人）被多名飛仔圍毆並推下山坡，歐陽志恒身受重傷，送院延至晚上11時不治。 |
| 1970年5月17日  | 龍虎山雙屍案                       | 精神病漢陳耀華（31歲，又名陳耀）殘殺男子陸筠秀（22歲）及女子梁漪清（22歲，又名梁寶文），然后棄屍在薄扶林山上。 陳耀華被控雙重謀殺，法官審閱精神病院報告後，判他入瘋人院。 - 改編作品：電影《瘋劫》；麗的電視電視劇《十大奇案：薄扶林之虎》                                      |
| 1970年5月21日  | 牛頭角新區第1座天台命案            | 兩批青年打鬥，一死一傷。 |
| 1970年5月24日  | 石硤尾巴域街命案                   | 少年朱景華（18歲）被人亂刀斬傷，延至5月28日傷重不治。 |
| 1970年5月25日  | 流浮山蠔商命案                     | 蠔商陳柏祥（47歲，又名高佬仔，渾名「流浮山之虎」）在安樂園餐廳被蠔販陳錦苓（46歲，又名陳九，蠔業商會副主席）追至新界流浮山公立學校附近，被類似開蠔用的鐵插刺傷前腦及背部，陳柏祥回到灰業街家中，傷重死亡。8月21日，陳錦苓承認誤殺，獲輕判簽保守行為一年。                       |
| 1970年6月3日   | 石硤尾大坑東徙置區第9座命案        | 案發於大坑東徙置區第9座5樓584室門前，居於上址的男子羅漢標（20歲，織毛冷工人），在家口前被十多名18至22歲的小混混以西瓜刀、三角銼等利器襲擊，倒斃門前。 |
| 1970年6月11日  | 葵涌石籬貝新區命案                 | 一名女學生掉了一毫子，在草叢找尋時揭發青年蔡華被棄屍草叢，案發五小時後破案，男子蔡標（63歲，工廠散工），被控謀殺侄兒蔡華（31歲）。 |
| 1970年6月18日  | 尖沙咀漆咸道33號友聯大廈3樓F室命案 | 邵氏臨時特約龍虎武師梁德才（32歲）的侄兒招偉強（17歲）疑似受梁妻唆罷下將其刺殺，兇手故布疑陣為劫殺案。 - 改編作品：麗的電視電視劇《十大奇案：龍虎武師》 |
| 1970年6月21日  | 深水埗北河街命案                   | 一名道友因欠債被刺死。 |
| 1970年6月25日  | 黃大仙球場命案                     | 一名少年途徑黃大仙球場附近被十餘名飛仔以刀棍殺死。 |
| 1970年7月4日   | 油麻地新填地街183號二樓殺夫案      | 男子李降球（31歲）被妻子曹麗嫻（20歲）用毛巾勒死。 |
| 1970年7月25日  | 古洞村泗合興木園命案               | 一對兄弟被三人襲擊，一死一傷。 |
| 1970年7月26日  | 半山堅道象牙公主情殺案             | 案發於堅道73號芬芳大廈5樓C座，從事象牙製造業的陳啟倫（24歲，象牙彫刻工人），與千金小姐汪倩儀（20歲，預科學生）相戀，後來女方移情別戀被殺。陳啟倫誤殺罪成，入獄10年。【案件編號：CACC 597/1970】 - 改編作品：麗的電視電視劇《十大奇案：象牙公主》 - 案發現場已重建為Caine Hill   |
| 1970年8月4日   | 紅磡大環山徙置區第3座打鬥命案      | 三名男子打鬥同告受傷，死者郭南（46歲）送院翌日不治。 - 案發現場已重建為紅磡邨 |
| 1970年8月13日  | 旺角豉油街命案                     | 一名男子被刺斃。 |
| 1970年8月17日  | 荃錦公路劫殺案                     | 一對情侶停車在荃灣荃錦公路談心時，遭三名匪徒行劫。因匪徒刼得224元後意圖向女事主輕薄，情侣反抗被毆。男事主曾進有（26歲，印心廠工人）被毆斃，女事主葉X蓮亦被毆傷。 |
| 1970年8月18日  | 灣仔謝斐道73-75號梯間命案          | 一名53歲妓女被殺，伏屍大廈二樓梯間。 |
| 1970年8月20日  | 慈雲山新區第5座命案                | 少年李木榮（16歲）遭人伏擊，身中多刀慘死。 |
| 1970年8月20日  | 港島大潭水塘浮屍案                 | 大潭水塘內發現浮屍，死者為男性，屍體以膠布包裹，全身赤裸，雙手十指被斬。案件懸而未破。 |
| 1970年9月1日   | 流浮山慘案                         | 流浮山10名蠔民遭非法入境的中共武裝分子擄走，其中7人於英界后海灣水域內被殺害，另3人於華界遭禁錮期間失救死亡，共3名蠔民被殺。 |
| 1970年9月4日   | 半山羅便臣道108號第一大廈8樓劫殺案 | 三名匪徒入屋行劫，其中一匪持刀與事主糾纏，反被事主奪刀刺斃。 |
| 1970年9月5日   | 鰂魚涌球場命案                     | 三名青年被人襲擊，一死兩傷。 |
| 1970年9月12日  | 大窩坪楊梅坑春福籐廠命案           | 春福藤廠總管與一籐工爭執，將對方斬死。 |
| 1970年9月15日  | 橫頭磡新區第16座3樓命案            | 男子袁金榮（21歲）被毆斃。 |
| 1970年9月16日  | 油麻地窩打老道命案                 | 一名果販被毆斃。 |
| 1970年9月18日  | 土瓜灣貴州街4號鞋廠劫殺案          | 鞋廠看更謝沃（64歲）遭劫殺。 |
| 1970年9月26日  | 深水埗石硤尾街1F號永興涼茶店命案   | 兩名男子被人揮刀襲擊，一死一傷。 |
| 1970年10月25日 | 土瓜灣道251號東興大樓8樓命案       | 男子麥國權（23歲）被斬死。 |
| 1970年10月31日 | 油麻地甘肅街命案                   | 一名20歲青年被斬死。 |
| 1970年11月2日  | 土瓜灣燕安街12號三樓劫殺案         | 寡婦李秋妺（52歲）被斬死。 |
| 1970年11月7日  | 上環皇后大道中242號二樓命案        | 金錢轇轕，兇手翁慈光（18歲）斬死黎些利（40歲）後到警署自首。 |
| 1970年11月10日 | 旺角砵蘭街文華戲院命案             | 一名28歲男子被刺斃。 - 案發現場已改建為旺角文華商場 |
| 1970年11月19日 | 尖沙咀彌敦道81號二樓夜總會命案     | 十多名男子持利器闖入喜利大廈「夜鳥夜總會」行兇，兩名侍應一死一傷。 |
| 1970年11月28日 | 加多利山嘉道理道48號山景大樓殺嬰案 | 一名英國籍婦人將初生兒子擲落街上死亡。 |
| 1970年12月1日  | 尖沙咀廣東道香港大酒店1223室兇殺案 | 居於上址的一名澳洲籍男子（約40歲）被刺殺。 - 案發地點現址為馬哥孛羅香港酒店 |
| 1970年12月1日  | 銅鑼灣東角道命案                   | 兩名男子離開夜店時遇襲，一人死亡。 |
| 1970年12月15日 | 調景嶺寶琳路布袋藏屍案             | 一名男子被殺，棄屍寶琳路一處叢林。 |
| 1970年12月19日 | 荃灣二坡坊11號四樓縱火案           | 小販陸包亮（23歲）與母親口角後在住所房間引火自焚，鄰房女童李麗萍（3歲）被燒死。次年4月19日，陸包亮縱火罪成，入獄8年。 |
| 1970年12月20日 | 尖沙咀金巴利道樂宮波樓命案         | 兩批青年打鬥，一人被刺斃。 |
| 1970年12月26日 | 葵涌石籬新區第8座裝飾店命案        | 男子李添（31歲，油漆工人）與裝飾店老闆莊某發生爭執，死者張旺興（29歲）試圖制止，被李以刀刺中不治。次年4月19日，李添誤殺罪成，入獄7年。 |

## 1971年
| 案發日期       | 案件                                      | 簡介 |
| -------------- | ----------------------------------------- | --- |
| 1971年1月4日   | 旺角彌敦道608號大人公司門口命案           | 一名21歲女子被刺斃，同行男友受重傷。 |
| 1971年1月5日   | 旺角豉油街命案                            | 兩名男子被襲擊，一人遭刺斃。 |
| 1971年1月10日  | 大圍村殺妻案                              | 案發於大圍村第三街23A號，一幢兩層高之磚屋2樓，婦人朱鳳明（25歲）被勒斃於床上，丈夫陳遠強（36歲，洋服裁縫）自首。 |
| 1971年1月10日  | 石硤尾白田街打鬥命案                      | 兩批青年打鬥，一死一傷。 |
| 1971年1月10日  | 石梨貝水塘浮屍案                          | 失蹤12日的尖沙咀警署探目葉福隆（45歲）被殺，浮屍石梨貝水塘。 |
| 1971年1月12日  | 上環干諾道中木樓縱火案                    | 早上約4時10分，干諾道中139號一幢四層高舊樓遭縱火，並波及比鄰的140號，當局列作四級火警處理。事後大樓完全倒塌，造成11死1傷。警方其後拘捕5名兇徒，懷疑因私人恩怨而縱火。 - 案發現場已重建為三台大廈。                   |
| 1971年1月13日  | 荃灣福來邨打鬥命案                        | 黑幫打鬥，一死一傷。 |
| 1971年2月4日   | 長沙灣工廠大廈第5座公廁劫殺案             | 事主陳劍來（36歲）抗賊被打傷，送院翌日不治。 |
| 1971年2月7日   | 旺角奶路臣街1號源發大廈13樓M座殺嬰案      | 少婦溫金菊（21歲）將兒子謝海達（9個月大）放入行李箱焗死。 |
| 1971年2月16日  | 黃大仙竹園村東段木屋命案                  | 四名道友發生衝突，退職消防員莫勤（31歲）被割喉殺害。 |
| 1971年2月16日  | 西灣河筲箕灣道122號泰福茶樓命案           | 剷漆判工陳蘇（45歲）品茗時被人斬死。 |
| 1971年2月16日  | 黃大仙鳴鳳街14號鳳凰大廈8樓B座謀殺案      | 印尼華僑老婦廖羣娘（71歲）被斬死伏屍睡房。 |
| 1971年3月9日   | 荃灣柴灣角村命案                          | 三名男子發生衝突，一人被刺死。 |
| 1971年3月10日  | 旺角快富街打鬥命案                        | 黑幫打鬥，一死三傷。 |
| 1971年3月12日  | 旺角洗衣街37號劫殺案                      | 事主鄭榕邦（22歲）抗賊遭刺斃。 |
| 1971年3月28日  | 慈雲山新區命案                            | 男子王波（23歲）在35、36座梯間遭人亂刀斬死。 |
| 1971年4月3日   | 半山巴丙頓道水坑肢解案                    | 黑社會小頭目迫令兩兇手打劫，但由於計劃過於兒戲，兩人提出反對，三人發生糾纏，箍死死者後肢解棄屍。 - 改編作品：麗的電視電視劇《十大奇案：無頭公案》                                                                    |
| 1971年4月4日   | 柴灣海邊開槍案                            | 失常男子黃成（45歲）持刀追斬途人，4名途人中刀受傷，警員到場制止亦被追斬，逐開7槍將其擊斃。 |
| 1971年4月8日   | 樂富新區打鬥命案                          | 黑幫打鬥，一死一傷。 |
| 1971年4月12日  | 大欖女子懲教中心女獄警被殺案              | 女獄警鄧寶雲（21歲）帶領5名年約20歲的女犯到監獄附近一個花園工作，遭5名越獄的女犯綁起圍毆，並以染有月經血污的棉花塞口，犯人則伺機逃走，直升機把重傷的女獄警送院，最終傷重不治。獄警四出搜查後，終把所有在逃犯人捕回。 |
| 1971年4月12日  | 旺角彌敦道麗聲戲院命案                    | 一名巴基斯坦籍看更被刺斃。 - 案發現場已重建為始創中心 |
| 1971年4月18日  | 旺角西洋菜街小巴站打鬥命案                | 兩名小巴司機在西洋菜街近亞皆老街因泊車問題打鬥，一死一傷。 |
| 1971年4月25日  | 黃大仙沙田坳道命案                        | 男子蔡松林（35歲）被殺，伏屍聖母醫院附近。 |
| 1971年5月2日   | 紅磡必嘉街36號貨倉藏屍案                  | 女童黃碧雲（8歲）被兇手周錦祥（29歲）勒死，藏屍必嘉街貨倉。【案件編號：CACC 565/1971】 - 案發現場已重建為龍華大廈 |
| 1971年5月10日  | 旺角山東街40C號茶樓劫殺案                 | 「萬金酒樓」看更關智明（50餘歲）遭劫殺。 - 案發現場已重建為38廣場 |
| 1971年5月25日  | 油塘邨第4座童黨命案                       | 案發於油塘邨第4座對出，青年蔡棠（19歲）疑因欠債而被童黨毆打，繼而被刺斃。及後，其中兩名童黨成員被控以謀殺罪。全案於同年10月審結，兩名兇手被改控鬥毆罪成，入獄2年。                                                   |
| 1971年6月1日   | 荃灣青山公路荃灣戲院命案                  | 四名職工在戲院大堂竹戰期間，被十名持械兇徒闖入施襲，職工宣國榮（22歲）被圍斬斃命，另一職工試圖援救亦被斬傷。 - 案發現場已重建為昌耀大廈                                                                              |
| 1971年6月5日   | 中環卑利街命案                            | 男子陳廣源（26歲）在近威靈頓街被三名男子殺死，陳因與一老婦相撞而被狙擊者以三角銼擊斃。 |
| 1971年6月9日   | 土瓜灣麟祥街14號五樓劫殺案                | 女戶主梁碧妹（40歲）招租被劫殺。 |
| 1971年6月14日  | 牛頭角福華村第7區命案                     | 電器學徒胡建亞（14歲）在住所門外熟睡時被斬死。 |
| 1971年6月15日  | 旺角新填地街440號八樓命案                 | 男嬰何國偉（40日大）被瘋漢陳勝（45歲）緊扼頸部，並舉起擲在地上死亡，男嬰父親何亮（38歲）與瘋漢糾纏亦被咬傷。 |
| 1971年6月15日  | 油麻地碧街後巷命案                        | 兩名男子下棋時爭執，一人被刺斃。11月1日，兇手誤殺罪成，入獄3年。 |
| 1971年6月21日  | 尖沙咀「芝萬宜號」客輪命案                | 死者柯柏能（19歲，機房工人）指兇手陳雲（21歲）佔用其床位，雙方大打出手，混亂間柯被人揮刀斬死。 |
| 1971年6月24日  | 石硤尾大坑東徙置區11座5樓浴室命案         | 少年梁慶森（16歲）被亂刀斬死。 |
| 1971年6月28日  | 石壁水塘水務局職員宿舍命案                | 兩名囚犯逃離塘福監獄後，走到石壁水塘水務局職員宿舍，向水務局職員蔡禮瑞（44歲）要求提供衣服替換，但為該職員拒絕，期間有人取來一把利器向職員指嚇，職員與囚犯糾纏間被斬死。                                             |
| 1971年7月12日  | 長沙灣蘇屋邨牡丹樓408室倫常命案           | 男子方棣池（23歲）以啞鈴擊斃外祖母梁月（73歲）及胞妹方碧（21歲），母親陳瑞英（48歲）及胞姊方冰（28歲）被擊傷。 |
| 1971年7月21日  | 旺角花園街女學生命案                      | 旺角花園街72號八、九樓梯間，發現女學生鍾瑞瑩（17歲）的屍體，衣衫不整，下身赤裸，證實窒息致死。鍾瑞瑩為德明中學英文部中四的學生，居於旺角花園街72號八樓。                                                             |
| 1971年7月23日  | 藍田邨第5座15樓梯間命案                   | 青年馮耀鵬（22歲）疑因結怨，與兩名少年張金保（17歲）及陳耀東（17歲）毆鬥，期間被張氏刺斃。全案於同年12月審結，其中張氏主動承認誤殺罪，被判入教導所；而陳氏則因證據不足獲釋。                                         |
| 1971年7月31日  | 鑽石山華清路命案                          | 一名青年被刺死。 |
| 1971年8月3日   | 北角繼園台12號命案                        | 男戶主黃柏豐（60歲）與妻子陶其珠（50歲）發生爭執，及後妻子趁丈夫熟睡時向其淋潑滾水，丈夫灼傷送院，延至8月21日不治。 - 案發現場已重建為友福園                                                                         |
| 1971年8月3日   | 大帽山川龍女屍案                          | 一名年輕女子陳屍川龍村山邊，屍體被石塊覆蓋。 |
| 1971年8月4日   | 旺角道37號皇后舞廳打鬥命案                | 兩班青年打鬥，一人中刀死亡。 - 案發現場已重建為凱途發展大廈 |
| 1971年8月9日   | 西環山市街41號紫蘭樓5樓A座劫殺案          | 悍匪羅劍成（20歲，木匠）入屋行劫，斬傷包租婆翁區淑英（32歲），租客余志雄（30歲，休班警員）抗賊被斬死。11月8日，羅劍成誤殺、傷人及行劫罪成，入獄12年。                                                                |
| 1971年8月21日  | 長沙灣李鄭屋徙置區第6座命案               | 黑幫混戰，一人被斬死。 |
| 1971年8月21日  | 大坑浣紗街53號命案                        | 死者鍾炳祥（48歲）的女兒被指弄污拜神祭品，兇手黃鈞（51歲）與鍾爭執將其刺死，鍾妻及女兒亦被刺傷。12月17日，黃鈞誤殺罪成，入獄3年。 - 案發現場已重建為雍藝軒                                                           |
| 1971年8月23日  | 葵涌新區第42座開槍案                      | 三名探員搜捕可疑人士時被人揮刀襲擊，探員開槍將一人擊斃。 |
| 1971年8月27日  | 長沙灣保安道命案                          | 兩男一女在保安道截乘的士之際被多名刀手襲擊，兩死一傷。 |
| 1971年8月29日  | 北角英皇道294號五洲大廈20樓C座弒兄案      | 男子李啓榮（30歲）被精神失常弟李啓華（23歲）以利刀劈爆後腦死亡。 |
| 1971年8月29日  | 慈雲山新區第32座命案                      | 兩名青年遇襲，一死一傷。 |
| 1971年9月5日   | 堅尼地城警察宿舍B座命案                   | 失常婦人李秀卿（26歲）槍殺警員丈夫譚志強（26歲，編號7310）後吞槍自殺。 |
| 1971年9月6日   | 香港仔住家艇殺妻案                        | 一名瘋漢斬死妻子。 |
| 1971年9月11日  | 洪水橋丹桂村182號命案                     | 工資問題爭執，運輸公司東主莊匯光（27歲）被工人曾振南（28歲）以剪刀插死。12月10日，曾振南誤殺罪成，入獄3年。 |
| 1971年10月5日  | 深水埗楓樹街25B號殺妻案                   | 巴基斯坦籍男子愛迪穆罕默德（24歲）不滿華籍妻子趙婉儀（21歲）外出工作，疑有不軌行為，以鐵枝將妻子擊斃，岳母及妻子友人試圖制止亦被擊傷。                                                                               |
| 1971年10月7日  | 大角咀洋松街金行劫案                      | 四名匪徒行劫洋松街19A號「大四喜金行」，其中兩匪被探員開槍擊中，一死一傷。 |
| 1971年10月8日  | 荃灣德士古道184號新昌工業樓劫殺案         | 聯豐紗廠看更邱乃炳（54歲）遭劫匪勒斃。 - 案發現場已重建為連豐中心 |
| 1971年10月8日  | 流浮山大街14號命案                        | 魚販林勝仔（32歲）用膳時遭人刺斃。 |
| 1971年10月26日 | 旺角花園街132號後巷劫殺案                 | 達成士多老闆林成海（46歲）手腳被綁，紙團塞口伏屍橫巷。 |
| 1971年10月26日 | 大坑浣紗街命案                            | 一名男子被毆斃。 |
| 1971年10月31日 | 粉嶺火車站附近命案                        | 男子彭火雄（40歲）因欠債被斬死。 |
| 1971年11月8日  | 秀茂坪曉光街命案                          | 少年周漢明（16歲）喉部中刀斃命。 |
| 1971年11月10日 | 銅鑼灣告士打道海殿大廈13樓命案            | 少婦區鳳儀（20歲）遭人以刀刺中胸部死亡。 |
| 1971年11月14日 | 薄扶林村命案                              | 一名中年男子被斬死。 |
| 1971年11月14日 | 深井新村58號打鬥命案                      | 數名居住58號石屋之嚴姓小孩，玩耍時將石塊擲向鄰居石屋，鄰居與同夥找嚴姓戶主理論引發打鬥，一死五傷。 |
| 1971年11月16日 | 旺角山東街42號命案                        | 少年王明偉（17歲）被刺死。 |
| 1971年11月16日 | 銅鑼灣加路連山道5A號加路連大樓4樓5A座命案 | 老婦張定心（66歲）遭劫殺，被斬死伏屍厨房。 |
| 1971年11月19日 | 柴灣興華邨山邊腐屍案                      | 女子阮順妹（36歲）被人勒斃，棄屍興華邨附近山邊。 |
| 1971年12月1日  | 銅鑼灣恩平道42號梯間劫殺案                | 商人羅錫麟（49歲）抗賊被刺死。 - 案發現場已重建為亨利中心 |
| 1971年12月4日  | 牛頭角巴士總站劫殺案                      | 一名中年男子被劫匪刺斃。 - 案發地點現址為牛頭角公共圖書館 |
| 1971年12月6日  | 大角咀道83號興旺大樓12樓命案              | 男租客官劍清（49歲）與酒醉鄰居潘洪（60歲）爭執，遭其用三角銼插胸腹死亡。 |
| 1971年12月11日 | 土瓜灣落山道僑發大廈6樓S座命案            | 女戶主陳玉蘭（25歲）被殺。 |
| 1971年12月17日 | 觀塘新區第22座警員開槍案                  | 一名探員被多人持利器襲擊，探員開槍將一人擊斃。 |
| 1971年12月19日 | 何文田山道23號政府宿舍5樓殺夫案           | 一名外籍督察被華籍妻子刺斃。 |
| 1971年12月20日 | 油麻地雲南里命案                          | 五金行少東張潤流（30歲）被毆傷，延至12月23日傷重不治。 |
| 1971年12月23日 | 長沙灣元洲街廉租屋開槍案                  | 警員追捕兩名劫匪開槍將一人擊斃。 |
| 1971年12月26日 | 慈雲山沙田坳廉租屋劫殺案                  | 兩名匪徒行劫不遂殺人，武術師傅黃玉祺（54歲）身中三刀不治。 |
| 1971年12月29日 | 尖沙咀加連威老道命案                      | 三名男子行經加連威老道時遇襲，一死兩傷。 |
| 1971年12月30日 | 土瓜灣鳳儀街14號梯間命案                  | 邵氏佈景員關振文（45歲）胸部中刀，倒斃大廈二、三樓梯間。 |

## 1972年
| 案發日期       | 案件                                         | 簡介 |
| -------------- | -------------------------------------------- | --- |
| 1972年1月3日   | 中環天星小輪命案                             | 一名船員被殺。 |
| 1972年1月3日   | 旺角登打士街49號長生店劫殺案                 | 一名店員抗賊時被刺斃。 - 案發現場已重建為鴻達摟 |
| 1972年1月21日  | 油麻地寧波街金漢大廈門口命案                 | 一對兄弟在「金漢夜總會」與人爭執，離開時被多人持刀追斬，弟死兄傷。 |
| 1972年1月21日  | 慈雲山新區第57座命案                         | 一名男子死亡。 |
| 1972年1月26日  | 洪水橋士多劫殺案                             | 案發於洪水橋80號一間士多內，青年蔡國昌（28歲，無業）與曾偉強（25歲，送貨員）及趙海國（32歲，送貨員）幪面衝入打劫，劫去170元。混亂中任職輔警的東主兒子吳崇波（20歲）被人刺死，蔡國昌被控謀殺。同年11月2日，蔡國昌因謀殺罪成依例判處繯首死刑。1973年4月10日，港督麥理浩宣佈考慮行政局建議後，決定不對蔡赦免死刑，為自1966年11月16日最後一次執行死刑後首次。1973年5月15日，英女王接受聯邦事務部大臣的建議，赦免蔡國昌死刑，改判無期徒刑。 |
| 1972年1月28日  | 筲箕灣淺水碼頭村仇殺案                       | 男子施安義（20歲）被人斬死。 |
| 1972年1月29日  | 灣仔堅拿道東開槍案                           | 一名警員追捕劫匪時鳴槍三響，途人陸榮（24歲，洋服師傅）被流彈擊中身亡。 |
| 1972年2月14日  | 九龍城啟德道50號地盤劫殺案                   | 一名地盤看更被殺，辦公室有搜掠痕跡。 |
| 1972年2月15日  | 舂坎角道的士司機劫殺案                       | 一名的士司機身中多刀伏屍車內。 |
| 1972年2月15日  | 灣仔軒尼詩道331號英利大廈姦殺案              | 一名8歲女童下身赤裸伏屍大廈5樓梯間。 |
| 1972年2月21日  | 北角長康街21號豐華大廈12樓前座買兇殺父案     | 鄭伯熹（29歲）因不滿其父親鄭正（62歲，退休公務員）拒絕出錢治療其心臟病，用2萬港元僱用關業全（23歲）、林X（16歲）和黃東成（18歲）於北角豐華大廈12樓前座謀殺鄭正。鄭伯熹誤殺罪成被判入獄5年，其餘3名被告謀殺罪成，關業全被判處死刑，其後獲赦免改判終身監禁。 |
| 1972年2月27日  | 黃大仙東頭新區命案                           | 黑幫混戰，兩人死亡。 |
| 1972年2月27日  | 灣仔駱克道命案                               | 三名青年被人持刀追斬，一人中刀不治。 |
| 1972年2月28日  | 觀塘海濱道155號大強貨倉10樓劫殺案            | 看更黃明新（59歲）遭劫殺，倒斃10樓電梯間。 |
| 1972年3月1日   | 觀塘鴻圖道1號聯合汽水廠命案                  | 兩名巴基斯坦籍看更因金錢問題爭執，一人被刺斃。 |
| 1972年3月2日   | 佐敦谷徙置區第2座開槍案                      | 警員追捕兩名劫匪時被襲擊，一匪遭開槍擊斃。 |
| 1972年3月16日  | 深水埗基隆街224號八樓命案                    | 租客周忠（48歲）欠租多月，業主唐波（45歲）偕同執達吏上門封屋，周反鎖房間拒絕遷出，唐逐循後梯進入該房間，雙方發生口角，其後唐遭人揮刀斬死。 |
| 1972年3月17日  | 舂坎角政府公務員宿舍命案                     | 女傭黃玉蓮（18歲）被其僱主太太及鄰居發現倒臥於僱主家中儲物室，身中4刀及勒頸而死。警方拘捕在兇案附近工作的男子陳漢堂。陪審團以科學鑒證結果，一致裁定陳漢堂謀殺罪成。 - 此案亦是全港首宗以科學鑒證結果，作為控方證據及定罪的案件。 |
| 1972年3月26日  | 元朗新區球場命案                             | 少年蕭建新（19歲）被人斬死。 |
| 1972年3月31日  | 元朗康樂路豐興樓5樓B座命案                   | 兩名屠夫在元朗一街市發生爭執，但被旁人勸止，雙方其後在豐興樓的宿舍再起爭執，死者被人斬死於床上。 |
| 1972年4月1日   | 尖沙咀金巴利道51號金興大廈3樓A座命案         | 兇手陳安東（45歲）與婦人楊素秋相約日本籍男子淺野茂夫（49歲）到金興大廈商談開辦旅行社，但談話間發生衝突，陳揮刀狂斬淺野64刀致死，楊婦試圖勸止亦被斬傷，陳其後破窗而出，手執窗簾繩游繩下樓逃去。8月9日，陳安東誤殺及傷人罪成，入獄8年。 |
| 1972年4月1日   | 灣仔寶雲道童屍案                             | 一名瘋婦殺害4歲兒子，棄屍寶雲道姻緣石附近山邊。 |
| 1972年4月3日   | 九龍城城南道14號命案                         | 男子何達堅（30歲）被斬死。 |
| 1972年4月13日  | 北角堡壘街2號四樓殺妻案                      | 一名女子被殺。 - 案發現場已重建為嘉安苑 |
| 1972年4月18日  | 深水埗長沙灣道長樂大廈電梯劫殺案             | 兩名事主乘電梯時被兩匪行劫，事主羅文達（55歲）與匪糾纏被刺死。 |
| 1972年4月20日  | 尖沙咀加連威老道嘉蘭大廈8樓殺嬰案            | 女子劉玉萍（22歲）用枕頭焗死初生兒子。 |
| 1972年4月21日  | 西環吉席街打鬥命案                           | 晚上8時許，泥工判頭方和（40歲）指死者黃允材（37歲）調戲其妻，雙方大打出手，死者其後返家，至午夜，死者身體不適，送院後卒告不治。 |
| 1972年4月29日  | 旺角柏樹街7號後巷命案                        | 少女蔡玉美（16歲）被兇手葉樹文（42歲）揮刀斬死。 |
| 1972年5月9日   | 上環四方街41號二樓打金工場劫殺案             | 一對母子遇害。 |
| 1972年5月13日  | 旺角彌敦道735號命案                          | 一名中學生被刺死。 |
| 1972年5月13日  | 屯門新墟瘋婦殺嬰案                           | 失常婦人何惠蘭（27歲）從士多抱起一名女嬰，將之拋出馬路，女嬰被駛過貨車輾斃。 |
| 1972年5月15日  | 石塘咀德輔道西406號命案                      | 一名男子死亡。 |
| 1972年5月19日  | 橫頭磡新區劫殺案                             | 一名男子被刺死。 |
| 1972年5月25日  | 深水灣床單裹屍案                             | 黑吃黑，線民被殺後床單裹屍，棄於深水灣草叢。黑幫女頭目白萍（人稱大家姐）及四名同黨被捕，判處死刑。1974年4月下旬，港督麥理浩忽然宣佈特赦，改判各人22至25年刑期不等。此案破獲被抖出白萍（大家姐）一直經營幾個大規模的買淫集團，內行人稱「社」，不過隨著白萍的被捕，均續漸解散。 - 改編作品：麗的電視電視劇《十大奇案：床單裹屍》；邵氏電影《大家姐》。                                                                                   |
| 1972年5月26日  | 銅鑼灣駱克道桃色命案                         | 男子梁明富（21歲）被指「撬牆腳」，遭多人亂刀斬死。 |
| 1972年5月31日  | 深水埗保安道30號命案                         | 兩名男子在保安道30號門外被人揮刀襲擊，一死一傷。 |
| 1972年6月2日   | 石硤尾新區第2座命案                          | 少年李永驅（19歲）離開冰室時遭伏擊，被多人亂刀斬死。 |
| 1972年6月2日   | 黃大仙新區打鬥命案                           | 四名少年被圍襲，一人被斬死。 |
| 1972年6月5日   | 尖沙咀金巴利道東南大樓命案                   | 東南大樓看更梅叔風（74歲）與好友黎權（50歲）爭執，被黎用雨傘插頸死亡。 |
| 1972年6月9日   | 荔枝角灣腐屍案                               | 一名男子被殺害肢解，下半身殘肢在荔枝角灣海面漂浮。 |
| 1972年6月12日  | 大埔舊墟橫頭街石屋縱火案                     | 男戶主詹創利（55歲）與妻子陳美英（45歲）爭執後在屋內縱火，妻子及長子詹海祺（21歲）被燒死，幼子受重傷。12月1日，詹創利誤殺及縱火罪成，入獄兩年。 |
| 1972年7月1日   | 紅磡庇利街18A號馬頭圍大廈命案                | 男子譚仲德（23歲）參加派對期間被多人毆傷，翌日重傷不治。 - 案發現場已重建為啟岸 |
| 1972年7月1日   | 石崗輸水隧道男屍案                           | 死者甘添（24歲）全身赤裸，滿身傷痕伏屍輸水隧道內。 |
| 1972年7月3日   | 長沙灣魚類批發市場命案                       | 魚販謝炳光（29歲）與人爭執後被刺斃。次年2月8日，兇手黃健康（43歲）誤殺罪成，入獄5年。 - 案發地點現址為蔬菜統營處優質蔬菜包裝中心 |
| 1972年7月9日   | 觀塘協和街仇殺案                             | 三名男子被人襲擊，一死兩傷。 |
| 1972年7月13日  | 土瓜灣九龍城道3號公廁劫殺案                  | 事主程鉅佳（40歲）如廁時遭劫匪襲擊，送院3日後不治。 |
| 1972年7月15日  | 西環加多近街先施西環大廈縱火案               | 先施西環大廈一單位被縱火，兩人死亡。 |
| 1972年7月15日  | 馬料水海灘命案                               | 三名青年被多人襲擊，一人死亡。 |
| 1972年7月19日  | 深水埗南昌街108號梯間命案                    | 肉食公司雜工林森（49歲）被斬死伏屍梯間。 |
| 1972年7月30日  | 油麻地吳淞街78號二樓命案                     | 黑幫於金城公寓內打鬥，男子郭泉（30歲）被斬死，另外四人受傷。 |
| 1972年8月1日   | 油麻地上海街170號恆福大廈梯間劫殺案          | 夜歸男子何寶城（37歲）抗賊遭刺斃。 |
| 1972年8月2日   | 旺角上海街484號雲來茶樓打鬥命案              | 點心師傅陳偉浩（63歲）與工友爭執被打傷，兩日後傷重死亡。2月21日，兇手盧金有（28歲）誤殺罪成，入獄15個月。 - 案發現場已重建為順明大廈 |
| 1972年8月2日   | 深水埗桂林街11A號苦力宿舍命案                | 苦力梅錦（44歲）與人爭執被刺斃。 - 案發現場已重建為愛海頌 |
| 1972年8月2日   | 深水埗福榮街命案                             | 一名男子被追斬，倒斃福榮街138號門外。 |
| 1972年8月3日   | 長沙灣屠房命案                               | 兩名豬肉買手因事爭執，其中一人以削肉刀向對方追斬，其後被對方奪刀還擊，雙雙斃命。 - 案發現場已重建為麗玥苑 |
| 1972年8月3日   | 觀塘新區命案                                 | 兩名男子被人襲擊，一死一傷。 |
| 1972年8月7日   | 黃大仙新區第5座4樓命案                       | 少年李志偉（19歲）被人狂斬下體死亡。 |
| 1972年8月8日   | 旺角登打士街37號梯間命案                     | 爭女起衝突，三名男子被斬，一死兩傷。 |
| 1972年8月11日  | 灣仔告士打道38號英國皇家海軍會所命案         | 廚師林水興（38歲）與人爭執被斬死。 |
| 1972年8月20日  | 長沙灣荔枝角道777號田氏工業大廈3期10樓劫殺案 | 中南製衣廠東主李桂木（53歲）遭劫殺，10萬元現款被掠去。次年2月21日，兇手黃景輝（30歲）誤殺及行劫罪成，入獄8年。 - 案發現場已重建為田氏企業中心 |
| 1972年8月29日  | 油麻地白加士街133號閣樓開槍案                | 四名持利器匪徒行劫麻雀館，警員喝止無效開槍，兩匪一死一傷。 |
| 1972年8月31日  | 長沙灣昌華街劫殺案                           | 男事主李維生（64歲）行經昌華街及順寧道交界時遇劫，與劫匪糾纏間被刺死。 |
| 1972年8月31日  | 古洞村探員開槍案                             | 一名休班探員與女友行經聯生農場附近時被四匪行劫，探員開槍將三匪擊中，一死兩傷。 |
| 1972年9月2日   | 荃灣二陂坊命案                               | 少年郭偉強（19歲）被刺斃。 |
| 1972年9月3日   | 流浮山命案                                   | 男子許偉成（20歲）被亂刀斬死。 |
| 1972年9月3日   | 北角百福道木屋命案                           | 兇手楊錦泰（32歲，小販）不忿愛犬被踢，揮刀將鄰居鄭順民（33歲，跌打醫生）斬傷，鄭送院4日後不治。次年3月5日，楊錦泰誤殺罪成，入獄6年。 |
| 1972年9月4日   | 觀塘新區第19座命案                           | 一名男子被斬死。 |
| 1972年9月4日   | 觀塘康寧道41號金橋華廈14樓4室命案            | 男子蕭志常（22歲，地盤工人）斬死舊居房東孫惠（29歲），其兒子亦被斬傷。次年2月28日，蕭志常誤殺及傷人罪成，入獄6年。 |
| 1972年9月9日   | 赤柱監獄命案                                 | 兩名囚犯爭執，一人被刺死。 |
| 1972年9月12日  | 北角馬寶道7號國賓戲院斬人案                  | 三名男子被兇徒斬傷，其中一人兩日後不治。 |
| 1972年9月13日  | 半山列堤頓道71號慶雲大廈10樓劫殺案           | 兩名劫匪入屋行劫，包租婦人陳日梅（56歲）被勒斃，另一男住客潘全（41歲）被斬至重傷。 |
| 1972年9月16日  | 赤柱監獄命案                                 | 兩名囚犯爭執，一人被刺死。 |
| 1972年9月18日  | 九龍城龍崗道命案                             | 兇手黃洪（25歲）與垃圾車司機因泊車問題爭執，垃圾車司機之同事莫耀（58歲）上前勸止被兇手刺斃。次年2月26日，黃洪誤殺罪成，入獄6年。 |
| 1972年10月11日 | 九龍城獅子石道73號三樓劫殺案                 | 三名劫匪入屋行劫，老婦趙帶（71歲）呼救觸怒匪徒被毆斃。 |
| 1972年10月11日 | 荃灣大窩口新區第13座梯間命案                 | 少年歐陽強（17歲）被斬死。 |
| 1972年10月14日 | 粉嶺警察訓練營開槍案                         | 一名巴基斯坦裔警員開槍擊斃同袍。 |
| 1972年10月16日 | 葵涌大隴街打鬥命案                           | 十多名青年互相毆鬥，一人死亡。 |
| 1972年10月17日 | 長沙灣安置區命案                             | 男子邵阿四（46歲）被斬死。 |
| 1972年10月18日 | 黃大仙新區15座547室縱火案                    | 釀成兩死三傷。 |
| 1972年10月22日 | 沙田墟開槍案                                 | 三名匪徒在獅子山隧道公路行劫一對情侶，三匪其後登乘賊車逃走，至沙田墟附近失事，一匪受傷倒臥車內，其餘兩匪欲乘亂逃去，被隨後追捕之警員開槍擊中，一死一傷。 |
| 1972年10月24日 | 紅磡漆咸道445號四樓劫殺案                    | 老翁姚元倫（82歲）抗賊被刺傷，送院5日後不治。次年5月1日，劫匪羅家傑（21歲）誤殺及行劫罪成，入獄15年。 - 案發現場已重建為華蕙閣 |
| 1972年10月27日 | 深水埗汝州街命案                             | 四名少年被人揮刀襲擊，一死三傷。 |
| 1972年10月28日 | 石梨貝母子雙屍案                             | 婦人何寧芳（38歲）早上往石梨貝水塘晨運，其兒子周健強（16歲）不用上學也一併同去，一個多星期後行山人士聞到惡臭通知警方，母子屍體在石梨貝引水道附近的叢林被發現，兒子手腳被反綁，吊死在樹上，而婦人死前曾遭強姦。案件懸而未破。 |
| 1972年10月30日 | 新蒲崗爵祿街64號東安大廈3樓D室命案           | 兇手一家租用死者麥少濤（28歲）隔壁房間，兩房僅有一薄牆相隔，由於兇手其子經常啼哭，令死者及弟弟十分不滿，與兇手發生爭吵，雙方關係惡劣。案發時兩人在睡夢中又遭哭聲吵醒，兩家人隔牆對罵變成打鬥，死者胸部中刀。 |
| 1972年11月19日 | 觀塘偉業街183號打鬥命案                      | 兩批搬運工人因爭用電梯問題引發衝突，一死一傷。 |
| 1972年11月26日 | 石硤尾大坑西邨打鬥命案                       | 兩批青年打鬥，一死三傷。 |
| 1972年11月28日 | 赤柱監獄命案                                 | 兇手林寶（30歲）殺害囚友李培權（18歲）。 |
| 1972年12月1日  | 旺角彌敦道580C號四樓舞蹈學校命案             | 十多名兇徒持利器闖入舞蹈學校向各人揮斬，一死六傷。 - 案發現場已重建為周大福商業中心 |
| 1972年12月16日 | 旺角山東街劫殺案                             | 夫婦於上午6時許行經旺角山東街，遭數名青年截劫，李存福（46歲）與青年糾纏期間遭刺傷，送院後身亡。劫匪掠去8元及手錶後逃去。 |
| 1972年12月31日 | 尖沙咀星光行17樓1603室槍殺案                 | 一名年約50歲的澳洲籍男子倒斃血泊中。案件懸而未破。 |

## 1973年
| 案發日期       | 案件                                 | 簡介 |
| -------------- | ------------------------------------ | --- |
| 1973年1月12日  | 荃灣兆和街38號歡慶酒樓命案           | 一名茶客遇襲喪命。 |
| 1973年1月14日  | 八鄉上村殺嬰案                       | 16歲少婦將7月大嬰兒拋入河中溺斃。 |
| 1973年1月14日  | 西貢北塔門沉屍案                     | 一名男子被殺，沉屍塔門附近海域。 |
| 1973年1月17日  | 跑馬地山村臺39號七樓殺父案           | 女子顏儀美（24歲）斬死繼父顏志和（59歲）。 |
| 1973年1月17日  | 旺角上海街587號梯間劫殺案            | 銀行職員敖偉明（22歲）被劫匪刺斃。 - 案發地點現址為旺角綜合大樓 |
| 1973年1月18日  | 北角英皇道青雲大廈3樓劫殺案          | 四名竊匪入屋行劫，將屋內兩名婦人綑綁，老婦翁二妹（80歲）窒息斃命。 |
| 1973年1月31日  | 旺角彌敦道新興大廈打鬥命案           | 兩班青年在大廈梯間打鬥，死者陳志強（約20歲）被刺斃。8月15日，兇手彭原鎮（17歲）誤殺罪成，入獄6年。 |
| 1973年2月2日   | 赤柱監獄命案                         | 一名囚犯被刺斃。 |
| 1973年2月2日   | 油麻地白加士街公廁劫殺案             | 事主鄧拱鵬（42歲）如廁時遭劫殺。 |
| 1973年2月9日   | 九龍城獅子石道9號梯間劫殺案          | 事主江錦標（29歲）抗賊被打傷，送院兩日後不治。 |
| 1973年2月11日  | 樂富新區15座命案                     | 三名青年被人持械襲擊，一死兩傷。 |
| 1973年2月14日  | 油麻地廟街48號命案                   | 兇手陳國賢（24歲）與死者黎銳光（32歲）因12元麻雀數發生衝突，死者不敵被刺斃。8月15日，陳國賢誤殺罪成，入獄6年。 |
| 1973年2月19日  | 尖沙咀金巴利道開槍案                 | 兩批黑幫人物在美麗華商場門外打鬥，警員到場制止亦被數人追斬，其後開槍擊斃一人。 |
| 1973年2月22日  | 馬料水母子三屍案                     | 居住粉嶺聯和墟的少婦曾嬌（24歲）與丈夫爭執後，攜同兩子乘車至馬料水投海自盡。 |
| 1973年2月24日  | 深水埗西洋菜街444號碧翠樓命案        | 印度籍看更查捷星（41歲）與同事葉安福（58歲）因事爭執，葉從廚房取刀向星追斬，混亂間星奪去利刀將葉斬死，其後以床單將葉包裹棄屍附近橫巷。8月3日，查捷星誤殺罪成，入獄6年。 |
| 1973年2月27日  | 葵涌石籬新區第8座1401室抱嬰跳樓案    | 婦人趙潤秀（32歲）抱住女兒黃美玲（3個月大）跳樓身亡。 |
| 1973年2月28日  | 深水埗欽州街20號華興大廈命案         | 七名刀手闖入華興大廈10樓一應召中心大開殺戒，一死兩傷。 |
| 1973年3月2日   | 紅磡「海軍上將號」貨輪命案           | 菲律賓籍船長被人斬死。 |
| 1973年3月4日   | 赤柱監獄打鬥案                       | 囚犯衝突，一死五傷。 |
| 1973年3月14日  | 荃灣德士古道高富石油公司命案         | 排隊起爭執，石油氣車司機王秀金（30歲）與油倉職員譚某（16歲）持利器打鬥，王不敵被刺斃。 |
| 1973年3月19日  | 灣仔道117-119號保和大廈17樓E座劫殺案 | 女戶主藍美超（40歲）遭劫殺。 |
| 1973年3月22日  | 旺角花園街劫殺案                     | 花園街200-206號東發樓看更白光煥（45歲）與兩途人協助追賊，追至137-141號利鴻大廈時被匪刺傷，看更傷重不治。 |
| 1973年3月24日  | 荃灣大窩口邨命案                     | 一名麵販被斬死。 |
| 1973年3月27日  | 九龍城衙前圍道嘉華銀行械劫殺警案     | 四名持械賊人行劫衙前圍道142號嘉華銀行，劫得現款8,500元，一隊衝鋒隊到場後發生槍戰，警長謝淵章（39歲，編號4359）不幸殉職。 - 據陳欣健回憶，本案檢獲之子彈之來福線，與同年發生寶生銀行械劫脅持人質案件犯人的手槍吻合。亦有本案證人認出寶生銀行犯人為本案疑犯。但律政師指示不予起訴。 |
| 1973年3月30日  | 跑馬地蟠龍道9C號二樓劫殺案           | 印尼駐港副領事官邸印傭遭劫殺。 |
| 1973年4月1日   | 油塘邨球場命案                       | 少年蕭錦洪（17歲）踢球期間與人衝突被刺斃。 |
| 1973年4月4日   | 柴灣邨14座10樓908室殺妻案            | 男子陳X興（42歲，海員）懷疑妻子張瑞花（40歲）結識男友，一怒下用鐵摺椅襲擊妻子致後腦爆裂，當場死亡。 |
| 1973年4月18日  | 觀塘仁愛圍仇殺案                     | 男子劉兆發（24歲）被斬死。11月9日，刀手林就常（32歲）誤殺罪成，入獄6年半。 - 案發現場已重建為凱滙 |
| 1973年4月23日  | 旺角西洋菜街48號命案                 | 少年劉裕保（18歲）與友爭執被刺斃。 |
| 1973年4月24日  | 石硤尾大坑東邨第9座754室命案         | 兩名男子因藥物問題爭執，一人被斬死。 |
| 1973年4月27日  | 九龍城東頭村道32A號四樓弒父案        | 死者黃永泉（56歲）與妻子發生爭執，遭兒子揮刀斬死。 - 案發地點現址為九龍寨城公園 |
| 1973年4月30日  | 灣仔馬師道國民大廈6樓2號室虐殺女童案 | 少婦詹瑞蘭（21歲）將女兒鄭淑儀（2歲）虐打致死。 - 案發現場已重建為問月酒店 |
| 1973年5月4日   | 長沙灣元洲街邨開槍案                 | 探員制止三名劫匪行劫時被襲擊，一匪遭開槍擊斃。 |
| 1973年5月5日   | 旺角德昌街斬人案                     | 少年甄煥雄（20歲）被斬死。 |
| 1973年5月8日   | 銅鑼灣加寧街6號新唐大廈5樓C座命案    | 婦人林雪英（45歲）遭強姦劫殺。 |
| 1973年5月8日   | 北角繼園街命案                       | 兩名男子爭執打鬥，一人受傷不治。 |
| 1973年5月9日   | 陰澳打水灣碼頭命案                   | 男子陳成（28歲）遭人亂刀斬死。 |
| 1973年5月12日  | 筲箕灣金華街31號聯發米舖命案         | 聯發米舖老闆張石波（40歲）遭人殺害焚屍。 |
| 1973年5月25日  | 旺角彌敦道728號非法墮胎案            | 一對中年夫婦非法為她人進行墮胎手術，引致一名女子死亡。 |
| 1973年5月31日  | 油麻地佐敦道37U號龍如茶樓斬人案      | 少年葉永泉（17歲）品茗時被斬死。 |
| 1973年6月4日   | 旺角彌敦道580號帆船餐廳打鬥命案      | 兩批男子打鬥，一死一傷。 |
| 1973年6月8日   | 旺角黑布街15號七樓劫殺案             | 老婦租客關嬋庸（76歲）遭劫殺。 |
| 1973年6月8日   | 觀塘同仁街寶聲戲院命案               | 一名男子被毆斃。 |
| 1973年6月10日  | 秀茂坪邨命案                         | 菜販顧年光（41歲）被毆斃。 |
| 1973年7月1日   | 觀塘物華街6號僑昌大廈梯間劫殺案      | 少婦廖少甜（21歲）抗賊遭刺斃。 - 案發現場已重建為凱匯 |
| 1973年7月12日  | 葵涌打磚坪街299地段高空擲物命案      | 三名少年在大廈天台追逐嬉戲，被一巨木所阻而跌倒地上，氣憤下將巨木從天台擲下，巨木撞穿樓下大牌檔頂蓋，將大牌檔內一名熟睡男子壓死。 - 案發現場已重建為麗晶中心 |
| 1973年7月19日  | 銅鑼灣禮頓道仙掌招待所黑幫仇殺案     | 案發於銅鑼灣禮頓道123至125號麗達大廈6樓，仙掌招待所男東主劉華（40歲）與黑社會人士爭女遭人圍斬，爬窗逃走時再被斬墮樓亡。 |
| 1973年7月23日  | 旺角上海街647號劫殺案                | 布販何永昌（25歲）遭劫殺。 |
| 1973年7月23日  | 荃灣福來邨球場命案                   | 少年鄭曉明（16歲）遭人刺傷腹部斃命。 |
| 1973年8月10日  | 旺角廣東道1042號命案                 | 死者羅錦全（約20歲）身受重傷倒臥1042號門外，其後傷重不治。 |
| 1973年8月14日  | 長沙灣元洲街471號渣打銀行械劫殺警案  | 警長張天林（編號790）殉職。械劫集團七人被捕，全被判處死刑。其中文錦棠24年後獲特赦假釋。 |
| 1973年8月16日  | 柴灣道劫殺案                         | 一對情侶途經柴灣道近大潭道時，遭三名匪徒行劫，男事主中刀不治。 |
| 1973年8月19日  | 觀塘巧明街劫殺案                     | 一名男子上班途中被劫殺。 |
| 1973年8月19日  | 古洞村32號命案                       | 家庭糾紛，一名男子被擊傷頭部不治。 |
| 1973年8月21日  | 柴灣邨24座4樓公眾浴室劫殺案          | 婦人何桂英（41歲）沖涼時被四名匪徒行劫，身中多刀不治。 |
| 1973年8月21日  | 大角咀樂群街3號中原樓3樓D1室命案     | 板間房爭執，老婦黃如娣（83歲）被精神病男周煥志（47歲）斬死。 |
| 1973年8月24日  | 土瓜灣馬頭圍道117號二樓劫殺案        | 一名女子死亡。 |
| 1973年8月28日  | 油麻地渡船街13號四樓命案             | 桃色糾紛，女子朱少珍（23歲）被斬死。次年1月10日，兇手將瑞福（38歲）誤殺罪成，入獄8年。 - 案發現場已重建為富怡閣 |
| 1973年8月28日  | 銅羅灣法國醫院殺嬰案                 | 一名女嬰遭人扼斃，其台灣籍母親劉婉萍（26歲）割脈企圖自殺。 |
| 1973年8月31日  | 旺角奶路臣街23號二樓桌球室命案       | 一名男子因欠債被襲擊致死。 |
| 1973年9月9日   | 牛頭角廉租屋第10座命案               | 一名男子被斬死。 |
| 1973年9月9日   | 油麻地佐敦道37E號統一大廈門口命案    | 一名男子被斬死。 |
| 1973年9月9日   | 觀塘裕民坊打鬥命案                   | 兩批男子打鬥，1死11傷。 |
| 1973年9月11日  | 樂富邨第17座命案                     | 少年沈義寬（16歲）遇襲身亡。 |
| 1973年9月13日  | 油麻地廟街32號永星大樓七樓命案       | 男子龍錦（50歲）與鄰居口角被刺斃。 |
| 1973年9月16日  | 葵涌邨第36座命案                     | 三名少年被圍襲，一死兩傷。 |
| 1973年9月17日  | 石塘咀薄扶林道73號男屍案             | 男子林垣（42歲）滿身傷痕伏屍梯間。 - 案發現場已重建為俊威閣 |
| 1973年9月19日  | 土瓜灣鴻運街梯間劫殺案               | 事主廖榮業（22歲）下班途經木廠街，被數名劫匪挾持往鴻運街25-27號梯間行劫，廖與匪糾纏被刺傷，負傷追賊至燕安街不支倒地，送院不治。 |
| 1973年9月21日  | 上水菜園村桃色命案                   | 女子呂萍珍（32歲）被毆斃。 |
| 1973年9月28日  | 深水埗鴨寮街98-100號梯間命案         | 一名男子滿身鮮血倒斃梯間。 |
| 1973年10月4日  | 鰂魚涌英皇道937號麗池大廈虐殺女童案  | 漫畫家吳南昆（38歲）將女兒吳施施（5歲）虐打致死。 |
| 1973年10月6日  | 旺角上海街592號同發蔴雀館命案        | 竹戰起衝突，死者任洪（40歲）遭人糾黨刺斃。 - 案發現場已重建為朗豪坊 |
| 1973年10月14日 | 荃灣三棟屋村命案                     | 一名18歲青年被刺斃。 |
| 1973年10月15日 | 大埔南坑村命案                       | 一名男子被斬死。 |
| 1973年10月17日 | 北角熙和街天宮台命案                 | 黑幫混戰，一人死亡。 |
| 1973年10月21日 | 灣仔軒尼詩道443號新華銀行劫殺雙屍案  | 新華銀行職員陳永活（40歲）及賀麗珠（20歲）被斬死。 |
| 1973年10月21日 | 八鄉江夏圍村命案                     | 婦人謝潔卿（49歲）與人爭執被擊傷，延至10月23日傷重不治。 |
| 1973年10月22日 | 深水埗欽州街黃金戲院命案             | 黃金戲院領班駱錫洪（又名駱泉）與人爭執被毆斃。 |
| 1973年10月23日 | 元朗青山公路86號仇殺案               | 男子馬天標（24歲）在「榮華酒樓」門外被六人圍毆慘死。 |
| 1973年10月28日 | 石硤尾大坑東邨11座倫常命案           | 嗜賭男戶主李業（46歲）向妻子索錢不遂引發衝突，兩子上前相勸，混亂間有人取刀向李業追斬，李業身中多刀不治。 |
| 1973年11月1日  | 大角咀晏架街公廁命案                 | 老翁馮屏如（67歲）如廁時被斬死，伏屍廁格內。 |
| 1973年11月2日  | 觀塘（翠屏道）邨24座梯間命案         | 理髮師黎佐新（42歲）遭勒斃，伏屍24座2樓梯間。 |
| 1973年11月5日  | 鰂魚涌福昌樓殺人放火案               | 因借錢不遂殺人放火，1死2傷。《八仙飯店滅門案》兇徒黃志恆犯的第一起命案。13年懸案。 - 改編作品：電影《八仙飯店之人肉叉燒飽》開首部分影射本案。 |
| 1973年11月5日  | 深水埗順寧道26號橫巷開槍案           | 一名道友被輔警開槍擊斃，輔警被控謀殺。 |
| 1973年11月9日  | 灣仔蘭杜街劫殺案                     | 報社技工潘一心（50歲）被攔途截劫，與劫匪糾纏遭刺斃。 |
| 1973年11月13日 | 元朗炮仗街命案                       | 黑幫混戰，輔警郭鎮坤（22歲）被刺斃。 |
| 1973年11月28日 | 九龍仔公園女屍案                     | 少女陳娟（17歲）被毒打致死，棄屍九龍仔公園。案件懸而未破。 |
| 1973年11月28日 | 西營盤德輔道西命案                   | 中學生張汝祺（17歲）中刀不治。 |
| 1973年12月2日  | 大埔麻布尾村母女雙屍案               | 農婦羅群（45歲）以殺蟲水毒殺殘廢女兒黃容娣（5歲）後自盡。 |
| 1973年12月10日 | 梨木樹邨第9座命案                    | 男子曾水清（約30歲）與人打鬥被刺斃。 |
| 1973年12月19日 | 旺角彌敦道733號振宜大廈餐廳劫殺案    | 占士邦餐廳男看更譚金明（46歲）遭劫殺。 |
| 1973年12月25日 | 旺角豉油街命案                       | 兩名青年被圍襲，一死一傷。 |

## 1974年
| 案發日期       | 案件                                                   | 簡介 |
| -------------- | ------------------------------------------------------ | --- |
| 1974年1月1日   | 汀九海灘女屍案                                         | 一名孕婦被殺，伏屍汀九海灘，死者頸部被繩索纏繞，雙手被反綁。 |
| 1974年1月3日   | 油麻地大牌檔打鬥命案                                   | 兩批黑幫份子打鬥，一死十五傷。 |
| 1974年1月7日   | 新蒲崗康強街28號命案                                   | 兩名車房工人爭執，一人中刀不治。 |
| 1974年2月5日   | 慈雲山邨命案                                           | 老翁張兆和（67歲）被人刺破腹部死亡。 |
| 1974年2月6日   | 屯門新青街大橋頭命案                                   | 吳錫豪販毒集團成員遭滅口。 |
| 1974年2月13日  | 山頂中峽道26號命案                                     | 祈德尊爵士寓所兩名傭工爭執，一人中刀不治。 |
| 1974年2月14日  | 北角英皇道249號國都大廈殺嬰案                          | 少女莊麗玲（17歲）因姦成孕，將初生男嬰從15樓擲出街外死亡。 - 案發現場已重建為國都廣場 |
| 1974年2月16日  | 赤柱監獄命案                                           | 一名囚犯被毆斃。 |
| 1974年3月2日   | 鰂魚涌船塢里臨海工業大廈劫殺案                         | 清潔工人鄭文忠（45歲）被劫殺。 - 案發現場已重建為匯豪峰 |
| 1974年3月5日   | 灣仔道145-149號高樂酒店命案                            | 女子梁月英（24歲）與人開房後被殺，身中多刀全身赤裸伏屍床上。 - 案發現場已重建為樂景大樓 |
| 1974年3月7日   | 沙田排頭村小徑劫殺案                                   | 牧師陳渲沛（48歲）遇劫被殺。 |
| 1974年3月15日  | 橫頭磡邨11座冰室命案                                   | 一名青年被斬死。 |
| 1974年3月15日  | 旺角荔枝角道78-84號勝興樓9樓E座命案                    | 兇手張維（23歲）因借錢不遂，以利剪刺傷朋友夫婦二人，婦死夫傷。11月12日，張維誤殺及傷人罪成，入獄8年。 |
| 1974年3月30日  | 深水埗大南街155號公廁命案                              | 男子江永通（33歲）如廁時被斬死。 |
| 1974年4月6日   | 觀塘聯安街19號連安大樓梯間劫殺案                       | 少女歐詠賢（19歲）遇劫被殺。 |
| 1974年4月20日  | 東九龍灣安置區木屋命案                                 | 一名25歲男子被斬死。 |
| 1974年4月20日  | 黃大仙下邨11座5樓440室命案                             | 一名60歲老翁死亡。 |
| 1974年4月20日  | 青山醫院宿舍命案                                       | 職員爭執，一人死亡。 |
| 1974年4月27日  | 筲箕灣教堂街筲箕灣大廈命案                             | 一名男子被斬死。 - 案發現場已重建為形薈 |
| 1974年4月29日  | 黃大仙鳳德道21號五樓兇殺案                             | 少女鄭麗雲（15歲）失蹤逾月，之後發現倒斃於鳳德道21號5樓空置單位內，雙手被反綁。陪審團一致裁定兇手楊國昌（23歲）誤殺罪成，入獄10年。 |
| 1974年5月1日   | 鯉魚門三家村命案                                       | 兩名男子因電力問題爭執，一人傷重不治。 |
| 1974年5月6日   | 黃大仙下邨第16座命案                                   | 一名男子被斬死。 |
| 1974年5月9日   | 慈雲山邨劫殺案                                         | 一名休班警員死亡。 |
| 1974年5月15日  | 大角咀楓樹街命案                                       | 兩名男子被多人襲擊，一人傷重不治。 |
| 1974年5月25日  | 土瓜灣炮仗街明月大廈10樓F室姦殺案                      | 少女龔益靜（17歲）被姦殺，伏屍床上。兇手李文輝罪名不成立，仍死性不改，犯下多宗強姦案後被判終身監禁，犯下姦殺案30年後，被判終身監禁的兇手突然寫信給警務處處長，承認自己就是該案真兇。傳聞女死者龔憶靜夜夜現身，30年悽怨悲泣，但自此兇手承認以後，兇案現場再不見冤魂蹤影。 |
| 1974年5月25日  | 深水埗醫局街196號閣樓命案                              | 一名男子以利刀刺斃女友，再自刺腹部企圖自殺。 - 案發現場已重建為嘉裕居 |
| 1974年5月29日  | 筲箕灣避風塘打鬥命案                                   | 兩批青年打鬥，一人死亡。 |
| 1974年5月30日  | 觀塘協和街安置區倫常慘案                               | 男戶主霍萬成（29歲）毒死3名兒子再自殺。 |
| 1974年6月10日  | 長沙灣李鄭屋邨第6座命案                                | 一名24歲男子被斬死。 |
| 1974年6月15日  | 油麻地北海街打鬥命案                                   | 兩批黑幫人士爭地盤引發打鬥，一人被斬死。 |
| 1974年6月17日  | 半山干德道31號適雅大廈10樓B座雙屍案                    | 一對中年印度籍姊弟倒斃寓所，屍體有多處傷痕。 - 案發現場已重建為敦皓 |
| 1974年6月23日  | 柴灣興華邨第2座570室命案                               | 男子黃海山（52歲）熟睡時遭人斬死。 |
| 1974年7月1日   | 藍田邨22座男童命案                                     | 男童何家健（1歲半）在藍田邨第20座家門外走廊玩耍時失蹤，七日後屍體被發現在同邨第22座14樓的空置單位，頭部倒插廁坑，身體滿佈傷痕，下體被滾水灼傷，死狀淒慘。案件懸而未破。 |
| 1974年7月4日   | 深水埗長沙灣道命案                                     | 四名男子離開黃金戲院時遇襲，被多人持刀追斬，一死一傷。 |
| 1974年7月10日  | 大窩口關帝廟山邊命案                                   | 一名男子被斬死。 |
| 1974年7月18日  | 油麻地廟街54號理髮店命案                               | 一名男子被斬死。 - 案發地點現址為王子酒店 |
| 1974年7月19日  | 石硤尾大坑東邨14座命案                                 | 退職警員何子明（22歲）被人以利剪刺斃。1976年1月26日，兇手張國和（23歲）承認誤殺罪，入獄7年。 |
| 1974年7月22日  | 牛頭角下邨第9座1227室命案                              | 一名男子被殺，棄屍12、13樓梯間。 |
| 1974年7月24日  | 黃大仙東頭邨第7座命案                                  | 紗廠工人歐祖彬（45歲）被人追斬，倒斃自家門外。 |
| 1974年7月31日  | 藍田邨12座4樓打鬥命案                                  | 兩戶居民因小孩嬉戲推撞引發衝突，死者黃貴榮（30歲）遭人刺穿腹部斃命。次年9月30日，兇手莫中（57歲）誤殺罪成，入獄18個月。 |
| 1974年8月13日  | 灣仔道鴻業大廈母子雙屍案                               | 事發於灣仔道234號鴻業大廈5樓（4/F）L室，母親戴彩珍（68歲）身中多刀，兒子吳秋明（40歲）手腳被綑綁，兩人均倒斃於單位廁所內，疑遇劫殺，兩人被害前被一名男子跟蹤，連續收到不明來歷電話恐嚇勒索。案件懸而未破。 |
| 1974年8月14日  | 牛頭角下邨第12座天台命案                               | 兩名男子被斬死。 |
| 1974年8月15日  | 旺角洗衣街國際大樓長城公寓裸屍案                       | 案發於旺角洗衣街137-139號國際大樓13樓長城公寓5號房，妓女劉富敏（原名劉金鈴，34歲）被嫖客梁兆平（38歲）虐殺，五官、腦等多個重要器官全被挖空。劉富敏出殯前夕，梁兆平稱被一名紅衣女子推落樓，警方在梁身上找到一張寫上「金鈴 代為削肉」的相片，盤問後證實為案中疑犯。1975年4月，梁兆平被裁定謀殺罪不成立，誤殺罪成，入獄10年。 - 當年負責此案的陳欣健說這兇案很邪門，破案過程太過詭異且非常罕見。 - 改編作品：麗的電視電視劇《十大奇案：公寓女屍》 |
| 1974年8月16日  | 銅鑼灣大丸百貨公司後巷命案                             | 兩名小販爭執，一人被斬死。 |
| 1974年8月22日  | 西貢銀線灣道315地段藍屋別墅（DD224 Lot 315）雙重劫殺案 | 萬宜水庫瑞典籍工程師艾迪斯丹（Adelstein，60餘歲）及其妻子，被英籍男鄰居Handerson發現遭劫殺陳屍睡房 。 - 現址為銀綫灣道1號，已被重建為一豪華別墅 |
| 1974年8月23日  | 元朗唐人新村命案                                       | 燒瓷廠少東吳炳佳（23歲）身中多刀伏屍小徑。 |
| 1974年8月24日  | 元朗大旗嶺村石屋劫殺案                                 | 四名劫匪入屋行劫，兩名事主一死一傷。 |
| 1974年8月24日  | 油麻地上海街337號命案                                  | 兩名男子離開舞廳時被追斬，一死一傷。 |
| 1974年8月31日  | 石硤尾邨第2座5樓131室命案                              | 一名老婦被殺伏屍寓所。 |
| 1974年9月10日  | 橫頭磡邨第17座路邊命案                                 | 13歲少年被指偷竊女性衣物，遭多人毆斃。 |
| 1974年9月16日  | 葵涌石籬邨第14座1542室倫常慘案                         | 男戶主徐金麟（32歲）殺死妻子單玉桂（28歲）、女兒徐美雯（3歲半）和兒子徐龍仔（1歲半）後再跳樓自殺。 |
| 1974年9月20日  | 粉嶺印度河畔凶殺案                                     | 一名男子被勒斃。 案件懸而未破。 |
| 1974年9月21日  | 油麻地彌敦道569號金谷餐廳命案                          | 江湖男子史劍英（18歲）被斬死。 |
| 1974年9月23日  | 黃大仙東頭邨23座12樓梯間命案                           | 男子楊萬康（23歲）被斬死。 |
| 1974年9月24日  | 九龍城寨命案                                           | 男子甘志偉（21歲）被人懷疑是警方線人，遭多人圍毆致死。 |
| 1974年9月28日  | 西貢崇真學校命案                                       | 意大利籍神父范賚亮（61歲）被殺，伏屍神父宿舍內。 |
| 1974年10月3日  | 柴灣環翠道戲棚命案                                     | 搭棚公司東主鄧松（31歲）午睡時遭刺斃。 - 案發地點現址為環翠商場 |
| 1974年10月11日 | 銅鑼灣告士打道海殿大廈姦殺案                           | 女子黃小慧（18歲）在海殿大廈被姦殺，棄屍5、6樓H座後樓梯。 |
| 1974年10月13日 | 秀茂坪邨命案                                           | 一名青年被斬死。 |
| 1974年10月13日 | 黃大仙東頭邨第12座命案                                 | 一名青年被人襲擊致死。 |
| 1974年10月22日 | 中環下亞厘畢道開槍案                                   | 警員追截賊車期間開槍，賊車上一人中槍死亡。 |
| 1974年10月25日 | 紅磡曲街長樂大廈桃色命案                               | 案發於紅磡曲街2號長樂大廈5樓Q座，兇徒林天佑（26歲）殺死母子兩人後縱火焚屍。1975年8月8日陪審團裁定被告謀殺及誤殺罪成，法官宣判被告謀殺罪名繯首死刑，誤殺罪則入獄6年。1976年3月16日，港督改判為有期徒刑20年。 - 改編作品：麗的電視電視劇《十大奇案：六國大封相》 |
| 1974年11月3日  | 樂富水塘山公園劫殺案                                   | 一名男子在樂富邨第1座對開水塘山公園（現樂富配水庫休憩花園）被兩名劫匪刺死。 |
| 1974年11月3日  | 佐敦谷邨第8座劫殺案                                    | 一名50歲女子被劫匪刺死。 |
| 1974年11月8日  | 黃大仙邨巴士站劫殺案                                   | 一名男子在巴士站被兩名劫匪刺死。 |
| 1974年11月20日 | 鑽石山斧山道大興漂染廠劫殺案                           | 一名男子死亡。 |
| 1974年11月20日 | 錦田高埔村倫常命案                                     | 一名醉漢持刀揮舞，家人見狀制止，混亂間醉漢中刀身亡。 |
| 1974年11月22日 | 銅鑼灣歌頓道利園大廈9樓D座劫殺案                       | 兩名悍匪鍾德輝（22歲）與黎劍虹（35歲）闖入9樓D座單位搶劫，單位住有兩伙人二房東林高升（40歲）與妻子及三名兒子，姓姚老婦（65歲）及一名年輕女子，兩名男子闖入後揮拳打老婦面部，威嚇她不要反抗，用繩將她捆綁，以被單蓋着她的頭，警告她不要大叫，兩名匪徒之後在屋內搜掠。二房東林高升這時回家，與兩名匪徒發生糾纏，匪徒用牛肉刀將林高升斬至重傷，兩名匪徒掠去300元及一隻帝舵錶逃走，老婦在掙脫捆綁報警，林高升腹部及背身中十一刀，送院搶救後死亡。案發一個月，警方拘捕鍾德輝與黎劍虹，1975年8月7日陪審團裁定鍾德輝與黎劍虹謀殺罪名成立。審判專員鶴健臣依例判兩被告繯首死刑，兩人早前承認的行劫罪入獄五年，1976年3月9日，死刑得到赦免，改判無期徒刑。 - 鍾德輝雖於1998年出獄，卻在2003年9月至2004年6月期間11度藉「睇樓」為名打劫地產經紀及業主，2005年4月13日再被判有期徒刑十年。 |
| 1974年11月28日 | 大埔南盛街5號命案                                      | 三名道友在南盛街5號門外爭執，一人被毆斃。 |
| 1974年12月2日  | 土瓜灣木廠街14號友聯銀行劫殺案                         | 兩名劫匪行劫友聯銀行，銀行經理張祖望（62歲）遭開槍擊斃。 |
| 1974年12月3日  | 深水埗元洲街153號新元洲大廈8樓前座命案                 | 房東譚錦堂（28歲）與租客鄭滿榕（40歲）爭執，被其用三角銼插死。 |
| 1974年12月10日 | 銅鑼灣駱克道529號六樓劫殺案                            | 事主蘇健生（50歲）在六樓梯間遭劫殺，血跡沿樓梯下流至五樓梯間。 |
| 1974年12月12日 | 長沙灣蘇屋邨茶花樓劫殺案                               | 兩名劫匪佯裝警員行劫住客，附近居民見義勇為協助捉賊被刺傷，兩名居民一死一傷。 |
| 1974年12月17日 | 跑馬地紙盒藏屍案                                       | 詳見條目 - 改編作品：邵氏電影《紙盒藏屍》（1976）；麗的電視電視劇《大件事：紙盒藏屍》（1977）；電影《紙盒藏屍之公審》（1993）；電視電影《箱屍奇案》（1993）。 |
| 1974年12月24日 | 深水埗桂林街斬人案                                     | 魚販陸志明（23歲）離開大南街魚欄時遭人追斬，逃至桂林街7號門外不支倒地，當場斃命。 |
| 1974年12月25日 | 荃灣油柑頭山邊雙屍案                                   | 兇手周劍強（26歲）勒斃相戀之同屋女住客吳賽彬（24歲）後上吊自盡。 |
| 1974年12月26日 | 荃灣德士古道39號德泰大廈18樓J座命案                    | 家事爭執，男子劉繼元（20歲）被異姓繼兄長徐國良（21歲，建築工人）打至心臟及頭骨爆裂死亡。 |
| 1974年－1977年 | 銀雞兇殺案                                             | 黑社會逼良為娼，十多人遭滅口。 |

## 1975年
| 案發日期       | 案件                                 | 簡介 |
| -------------- | ------------------------------------ | --- |
| 1975年1月1日   | 大角咀樂群街3號中原樓4樓命案         | 女子周翠霞（38歲）被人用三角銼刺斃。 |
| 1975年1月2日   | 黃大仙竹園邨警員開槍案               | 白牌車司機黃少標（20歲）拒絕停車接受檢查，被警員許國雄（22歲）開槍擊斃。 |
| 1975年1月16日  | 大角咀楓樹街命案                     | 男子葉湛林（52歲）被刺傷倒臥路邊，送院翌日不治。 |
| 1975年1月17日  | 十四鄉井頭村命案                     | 建築判頭林炳（48歲）倒斃井頭村碼頭附近。 |
| 1975年1月17日  | 紅磡馬頭圍道青島大廈製衣廠命案       | 天龍製衣廠管工許萍海（26歲）與姓陳工友爭執，混亂間許被人襲擊受傷，送院不治。 |
| 1975年1月29日  | 藍田邨縱火案                         | 兩名男子衝入藍田邨第4座573室，將屋內母子綁起及蒙頭後縱火。兩人及後被送院搶救，但受傷婦人李翠英（25歲）最終於同年3月9日傷重不治，而其子簡惠聰（1歲）則生還。。 |
| 1975年2月9日   | 美孚新邨小巴劫殺案                   | 兩名劫匪在一輛小巴上行劫，一名乘客被刺斃。 |
| 1975年2月21日  | 橫頭磡邨17座2樓命案                  | 一名男子被斬死。 |
| 1975年2月25日  | 石硤尾南昌街劫殺案                   | 一對六旬夫婦行經南昌戲院大廈附近時遇劫，男事主被刺斃。 |
| 1975年3月      | 大角咀大同新邨大貴樓空門三屍案       | 3月27日在大角咀大同新邨大貴樓4樓4號室被發現三具屍體，分別為尼姑黎瓊嫻（31歲，法名釋常）、尼姑德妙（71歲）和女嬰佩研（15個月）。二名死者身上多處有傷，根據驗屍結果証實女嬰死於謀殺，根據驗屍結果相信已死去超過一星期。 案件懸而未破。 |
| 1975年3月1日   | 小欖樂安排浮屍案                     | 老婦郭妹（68歲）被殺，浮屍樂安排海水化淡廠對開海面。 |
| 1975年3月3日   | 深水埗福榮街21號梯間劫殺案           | 大專生方志雄（27歲）遇劫被殺。 |
| 1975年3月8日   | 觀塘協和街九屍十命滅門縱火案         | 張炳（44歲）是觀塘協和街建德大樓8樓E座業主兼包租人，跟兩戶租客（郎舅關係）日久積怨，並遭毆打。1975年3月8日凌晨1時45分，張炳在自己單位內縱火後逃出，將鐵閘從外反鎖，9名男女老幼（包括1孕婦），全數活活燒死，兩戶滅門。張炳其後被捕，縱火謀殺罪成判處死刑。1976年11月改判終身監禁，2005年前後，牢獄30年的張炳被假釋出獄。 |
| 1975年3月11日  | 深水埗福華街4號信泰大廈4樓D座劫殺案  | 老婦吳紅英（81歲）被劫殺，其頭部被棄於水廁內。 |
| 1975年3月25日  | 元朗潭尾軍營打鬥命案                 | 兩名啹喀兵爭執打鬥，一人死亡。 |
| 1975年3月28日  | 油麻地上海街303號五樓命案            | 養貓起衝突，房東林保安（71歲）與曾孫遭住客黎展（45歲）斬傷，林婦送院4日後不治。 |
| 1975年3月30日  | 大坑蓮花宮山棄屍案                   | 男子張雄於德輔道西被六人圍毆至死，及後棄屍於蓮花宮山。 |
| 1975年3月31日  | 屯門姊弟雙屍案                       | 一對家住屯門萬成大廈5樓A座小姊弟趙碧珊（11歲）和趙家豪（6歲）向母親表示要到附近公園玩耍，自此一去不復返，後在屯門墟新填地發現被勒死小姊弟屍體。案件懸而未破。 |
| 1975年4月12日  | 灣仔盧押道18號富如大廈電梯開槍案     | 探員楊壽方（30歲）與兩名住客乘電梯時被五匪行劫，探員開六槍將三匪擊中，其中一匪延至5月24日傷重不治。 - 案發現場已重建為海德中心 |
| 1975年4月21日  | 筲箕灣淺水碼頭村弒弟案               | 死者鄭景明（25歲）與兄長鄭景賢（28歲）口角後被斬死。12月1日，鄭景賢誤殺罪成，入獄5年。 |
| 1975年4月24日  | 坪洲東灣浮屍案                       | 女教車師傅林和玉（39歲）被殺，屍體被肢解，飄浮到坪洲東灣沙灘及青山沙灘。 |
| 1975年4月25日  | 香港仔石排灣邨襲擊案                 | 失常青年張南財（16歲）持利器刺傷三人，中學生袁錦坤（14歲）傷重不治。 |
| 1975年4月27日  | 深水埗順寧道命案                     | 小販林天水（45歲）因拒絕周凌高（22歲）踢入黑社會，錯手將對方刺斃。 |
| 1975年4月28日  | 長沙灣蘇屋邨山坡姦殺案               | 4月28日晚上，休班女輔警劉靈仙（警號A7733）與男友徐振偉在蘇屋邨石竹樓後的山坡散步談情遇幪面賊，之後女輔警遭姦殺棄屍山坡。案件懸而未破。 |
| 1975年5月24日  | 長沙灣元洲街邨電梯劫殺案             | 洋服師傅余洪（40歲）抗賊被刺斃。 |
| 1975年5月25日  | 灣仔莊士敦道196號四樓命案            | 兩名同屋住客爭用廁所起衝突，一人被斬死。 - 案發現場已重建為灣仔商業中心 |
| 1975年5月25日  | 香港仔水塘松鶴亭開槍案               | 一名休班探員偕妻女到香港仔水塘郊遊時被五匪行劫，探員開五槍將一人擊斃。 |
| 1975年6月4日   | 青衣島消防局空地命案                 | 男子陳偉強（25歲）身中多刀倒斃消防局附近草地，頸部幾被斬斷。 |
| 1975年6月5日   | 尖沙咀溫莎大廈女裸屍案               | 新婚少婦譚婉嫻（25歲）晚上在新蒲崗下班後失蹤，6月6日一裝修工人在尖沙咀漆咸道29-31號溫莎大廈閣樓準備開工時發現少婦的屍體，當時她全身赤裸，手腳被綁，口被塞住，胸口有刀傷，下體還插著一條幼木棒。案件懸而未破。 |
| 1975年6月5日   | 長沙灣永康街百老匯製衣廠劫殺案       | 數名匪徒趁解款員押款至長沙灣永康街7號百老匯製衣廠（查濟民名下）時，開槍射殺三名解款員，並奪去款項。 - 由於相關款項為製衣廠支薪之用，事後製衣廠改用銀行戶口發放月薪。 |
| 1975年6月8日   | 土瓜灣落山道僑裕大廈2樓P座命案       | 兇手趙景達（81歲）與兄嫂王如娣（85歲）因金錢問題爭執，揮刀將對方斬死。12月15日，趙景達誤殺罪成，入獄3年。 |
| 1975年6月9日   | 油塘邨命案                           | 一名15歲青年因拒絕加入黑社會，被多人圍毆致死。 |
| 1975年6月15日  | 堅尼地城觀龍樓命案                   | 兩名學生被10名男子持刀襲擊，一名學生被刺殺。 |
| 1975年6月26日  | 旺角亞皆老街先施大廈殺夫案           | 死者譚輝（47歲）在先施大廈3樓208室被妻子謀財害命，夥同姦夫殺丈夫騙保險金。 |
| 1975年6月27日  | 旺角砵蘭街開槍案                     | 兩批黑幫份子在砵蘭街與旺角道交界處衝突，警員到場制止不果，開槍轟斃一人。 |
| 1975年6月30日  | 銅鑼灣興發街84號歌頓大廈命案         | 大夏看更周蔭成（66歲）遭人擊傷頭部，延至7月10日傷重不治。 |
| 1975年7月1日   | 秀茂坪馬游塘水塘命案                 | 婦人陳娣（50歲）被發現身受重傷，倒臥馬游塘水塘附近小徑，送院搶救後不治。 |
| 1975年7月1日   | 西貢白沙灣漁民村2號命案              | 兩名男子爭執，一人中刀不治。 |
| 1975年7月1日   | 九龍裕民新村命案                     | 一名青年不滿弟妹常被打罵，以利器將世叔刺斃。 |
| 1975年7月3日   | 荃灣大窩口邨11座命案                 | 一名男子斬死鄰居。 |
| 1975年7月11日  | 牛頭角振華道打鬥命案                 | 黑幫打鬥，男子朱錦明（22歲）腹部中刀受傷，兩日後不治。1977年12月8日，兇手韓明華（25歲）及許榮（23歲）誤殺罪成，入獄7年。 |
| 1975年7月15日  | 半山干德道4號二樓劫殺案              | 女傭李娥（65歲）遭亂刀斬死。 - 案發現場已重建為殷豪閣 |
| 1975年8月16日  | 牛頭角灶底藏屍案                     | 牛頭角下邨第9座2樓141室戶主李亞來（55歲）及兇手黃坤泰（23歲）因黑市公屋單位出讓問題而發生爭吵，混亂中被黃坤泰一個鐵鎚擊斃，並將屍體埋在灶底。直至8月22日，位於兇案單位樓下的士多東主和妹妹開舖時，發現天花有臭得令人作嘔的血水滴下而報警。警察到位於楼上一层，黃坤泰的單位後要求他鑿開灶內的英泥，之後便發現屍體包裹著浸滿血水的報紙，屍身腐爛並爬滿蛆蟲。兇手黃坤泰被判死刑，後改判終身監禁。至1994年12月，正當當局考慮將他假釋之際，黃坤泰在小欖精神病院內飲恨自縊。 - 改編作品：麗的電視劇集《十大奇案：血》、無綫電視劇集《刑警》「愛情深厚」單元 |
| 1975年8月16日  | 九龍城寨龍津道嘉慶樓劫殺案           | 一名中年男子被劫殺。 |
| 1975年8月26日  | 觀塘茜草灣安置區命案                 | 桃色糾紛，一名男子被殺。 |
| 1975年9月2日   | 美孚新邨日婦虐殺案                   | 日籍少婦稻留桂子（27歲）被下班回家的丈夫發現倒斃在第2期34座B5樓家中的床上，頸部被絲巾縛住，口部亦被塞住，而胸部、下體則有看似被尖銳物體所刺的傷口達數十個之多。案件懸而未破。 |
| 1975年9月7日   | 葵涌邨第22座命案                     | 一名14歲少年被人用雙節棍襲擊，三日後不治。 |
| 1975年9月9日   | 旺角彌敦道新興大廈姦殺案             | 一名19歲任職於至祥手套廠之女工被同屋的分租客姦殺，棄屍7、8樓梯間。兇手羅容福一星期後在油麻地德昌里梯間自殺身亡。 |
| 1975年9月12日  | 觀塘偉業街89號貨倉劫殺案             | 一名60歲看更死亡，一批價值50,000元的布匹被劫去。 |
| 1975年10月7日  | 流浮山西山村農場劫殺案               | 一名老翁被同事劫殺。 |
| 1975年10月8日  | 旺角快富街27號寶瓊茶餐廳命案         | 一名青年被斬死。 |
| 1975年10月17日 | 土瓜灣長寧街38號定安大廈6樓H座殺妻案 | 死者鍾少華（35歲）與丈夫劉淼恩（42歲）爭執被擊斃。 |
| 1975年10月25日 | 西貢龍蝦灣大坑口村腐屍案             | 龍蝦灣大坑口村附近叢林發現一具女性腐屍，屍體被大石壓著，疑遭姦殺。 |
| 1975年10月27日 | 香港仔水塘引水道裸屍案               | 電子廠女工杜妙珍（27歲）倒斃香港仔上水塘附近引水道，屍體全身赤裸，四肢被綑綁。 |
| 1975年10月28日 | 九龍城衙前塱道40號劫殺案             | 老翁梁瑞疇（69歲）回家時遇劫，被劫匪連刺多刀奪命。 |
| 1975年10月31日 | 堅尼地城爹核士街命案                 | 中四男生譚創強（16歲）與兩名友人打算到西環看電影，在爹核士街吉席街交界與工程店店舖老闆父子及數名男子爆發口角，繼而變成武鬥。同行的兩名友人成功逃脫，但男生卻遭人圍毆重傷，送院搶救至翌日不治。 |
| 1975年10月31日 | 文錦渡沙嶺石屋命案                   | 老翁譚灶（76歲）倒斃屋內，死者被布塊幪頭，四肢被綑綁。 |
| 1975年11月3日  | 佐敦谷邨第8座劫殺案                  | 字花檔檔主趙添順（60歲）死亡，其鐵箱現款被偷去。 |
| 1975年11月14日 | 油麻地彌敦道524號僑江大廈開槍案      | 警員截查可疑男子時遇襲，開槍將其擊斃。 |
| 1975年11月18日 | 北角雲景道開槍案                     | 警員截查可疑車輛時開槍擊斃一人。 |
| 1975年11月20日 | 西貢宜春街仇殺案                     | 青年李慶忠（18歲）行經宜春街公廁時被多名持械兇徒襲擊，翌日傷重不治。 |
| 1975年11月22日 | 銅鑼灣登籠街廣利大廈12樓C座命案      | 懷孕婦人譚培玲（29歲）受感情困擾，殺害女兒阮安琪（4歲）後自盡。 - 案發現場已重建為V POINT |
| 1975年11月23日 | 深水埗元洲街劫殺案                   | 死者陳真（56歲）行經元洲街近營盤街時遇劫，身中兩刀不治。 |
| 1975年12月4日  | 葵涌醉酒灣地盤飯堂劫殺案             | 飯堂東主鄧峰（45歲）頭頸中刀受傷，送院後傷重不治。 |
| 1975年12月28日 | 旺角彌敦道嘉禾大廈音樂廳命案         | 七名兇徒闖入嘉禾大廈閣樓「少女千嬌音樂廳」揮刀向多人追斬，釀成一死兩傷。 |

## 1976年
| 案發日期         | 案件                                   | 簡介 |
| ---------------- | -------------------------------------- | --- |
| 1976年1月9日     | 旺角彌敦道休班警員開槍殺人案           | 晚上九時，青年黎漢成（19歲）與兩名友人往大角嘴看戲，步行至西洋菜街與亞皆老街交界，其中一人觸及駐守九龍總部的警員區沛權（33歲）駕駛的寶馬。區下車理論時雙方發生口角，繼而動武。當黎三人離開，被告突從後向黎開了兩槍，射中他的背部，再追前至彌敦道再向黎開第三槍。黎不支倒地，事後證實他身中三槍，兩槍在背，一槍傷右臂，子彈穿過肺部前胸，流血過多致死。死因庭裁定黎漢成死於被「謀殺」，區沛權結果被控謀殺罪成，一度被判繯首死刑。他於1977年提出上訴，案件發還高院重審，最後裁定謀殺罪不成立，誤殺罪成立，判監5年。                        |
| 1976年1月11日    | 觀塘茜草灣腐屍案                       | 一名男子死亡。 |
| 1976年1月19日    | 銅鑼灣啟超道8號命案                    | 黑幫仇殺，一名18歲男子死亡。 |
| 1976年1月20日    | 深水埗元洲街劫殺案                     | 老翁劉鐸（60歲）行經元洲街近南昌街時遇劫，與匪糾纏被刺傷，送院3日後不治。 |
| 1976年1月21日    | 黃大仙下邨第4座命案                    | 男子陳振亭（30歲）被指玩紙牌時出術，遭人用刀刺斃。 |
| 1976年1月25日    | 尖沙咀漆咸道公園劫殺案                 | 死者張國兆（23歲）與女友談心時遇劫，喉部中刀受傷，送院兩日後不治。 |
| 1976年1月27日    | 九龍城宋王臺花園瘋漢斬人案             | 一名看報紙老翁遭失常男子斬死。 |
| 1976年1月27-28日 | 橫頭磡乙級安置區殺妻案                 | 女子湯慧珊（23歲）遭人殺害藏屍布袋，棄置將軍澳白石灣岸邊，屍體2月1日被發現，其丈夫黃德祥（28歲，製衣廠工人）被控謀殺。 |
| 1976年2月6日     | 大老山警崗山坡腐屍案                   | 一名英軍在山坡解手期間發現腐屍。 |
| 1976年2月8日     | 城門水塘女童命案                       | 何慧良（25歲）為了討好愛人李秀蘭（23歲）謀殺女兒何嘉兒（5歲），事後棄屍荒野。1976年8月23日，案件審結，陪審團一致裁定何慧良謀殺罪成，依例處以死刑，後改判終身監禁。女疑兇李秀蘭因證據不足，當庭釋放。 |
| 1976年2月8日     | 大角咀槐樹街仇殺案                     | 少年高慶龍（16歲）遭圍襲喪命。 |
| 1976年2月17日    | 粉嶺瑞柏園木屋命案                     | 一名男子因欠債被毆斃。 |
| 1976年2月18日    | 錦田公路命案                           | 兩名英兵在石崗軍營附近先後襲擊多人，一名釀酒師傅死亡。 |
| 1976年2月19日    | 老爺車縱火案                           | 旺角砵蘭街147至149號祥興大廈瓊林舞廳門外，在凌晨五時被兩人淋電油縱火熏黑，傷亡及損毀最嚴重的，是瓊林舞廳對上一層的「老爺車」娛樂中心，造成5死28傷慘劇。主事人雷振洪初被判終身監禁，上訴後獲改為12年。兩名縱火者蘇偉權（18歲）和黃健榮各被判入獄12年。 - 改編作品：邵氏電影《老爺車縱火案》（1977） |
| 1976年3月2日     | 西灣河成安街23號梯間劫殺案             | 事主周廣雄（24歲）遇劫被刺傷，延至13日傷重不治。 - 案發現場已重建為柏匯 |
| 1976年3月8日     | 芝麻灣監獄命案                         | 囚犯張柏泉（24歲）在戶外工作期間遭囚友毆斃。 |
| 1976年3月10日    | 旺角上海街419號酒樓開槍案              | 三名匪徒行劫上海街419號「神燈海鮮酒家」，恰巧一名探員在內用膳，探員見狀表露身份，卻被一匪襲擊，逐開槍擊中其頸部，其餘兩匪乘亂逃去，中槍匪徒送院兩日不治。 |
| 1976年3月23日    | 蝴蝶谷女屍案                           | 女子余錦華（22歲）接到一通電話後離家被殺。1976年7月12日，死者丈夫劉淦溪被控一項謀殺罪。同年10月11日，劉淦溪被裁定表面證據不成立，無罪獲釋。 |
| 1976年3月27日    | 灣仔新填地女屍案                       | 在灣仔警署對面新填地的草叢內發現少女蘇淑英（18歲）屍體，滿身刀傷、下體赤裸疑遭姦殺。案件懸而未破。 |
| 1976年3月30日    | 山頂香港仔水塘道殺警案                 | 中區警署高級探目林兆榮（34歲）遭槍殺，伏屍香港仔水塘道近金馬麟山道路旁。 |
| 1976年4月13日    | 牛頭角下邨第5座高空擲物案              | 少年趙志豪（18歲）排隊索取入學表格時，被高處墮下的玻璃瓶擊中，五日後不治。 |
| 1976年4月17日    | 銅鑼灣警署後巷殺妻案                   | 馬來西亞籍失常男子林鐵生（29歲）將新婚妻子黎蓮好（22歲）殺害。 |
| 1976年4月20日    | 九龍灣偉業街解款車劫殺案               | 兩名劫匪在偉業街近大業街行劫一輛電子廠解款車，但車上並無現金，兩匪行劫不成將司機鄺炎祥（29歲）刺傷，更迫令鄺負傷將車駛至九龍城才下車逃去，鄺炎祥失血過多，送院搶救後不治。 |
| 1976年4月30日    | 尖沙咀亞士厘道九龍中心劫殺案           | 護衛公司護衛員張滿林（49歲）中槍不治。 |
| 1976年5月4日     | 上水新功街7號命案                      | 玉石小販葉中（46歲）不甘被黃振華（24歲）勒索保護費，揮刀將對方斬死。 |
| 1976年5月12日    | 荃灣青山公路華健樓二樓A座非法墮胎案    | 少女陳佩蘭（18歲）接受非法墮胎手術後死亡。 |
| 1976年5月21日    | 荃灣海壩街命案                         | 男子朱明貴（26歲）途經海壩街公廁外被兇徒以利器刺斃。 |
| 1976年5月22日    | 九龍城獅子石道82號六樓劫殺案           | 一名53歲婦人遇劫，反抗時被劫匪揮刀刺斃。 |
| 1976年5月27日    | 灣仔軒尼詩道命案                       | 男子朱天來（17歲）被人亂刀斬死。 |
| 1976年5月27日    | 旺角山東街劫殺案                       | 男子李光明（50歲）行經山東街富貴茶樓門外時遇劫，被劫匪用刀刺斃。 |
| 1976年5月31日    | 灣仔道明豐大廈金麗宮酒樓命案           | 黑幫混戰，一死一傷。 |
| 1976年6月4日     | 大角咀角祥街中堅樓5樓19室斬人案        | 失常男子張鴻紹（25歲）揮刀斬人，一死三傷。 |
| 1976年6月4日     | 大角咀晏架街命案                       | 江湖男子凌宜基（26歲）身中多刀死亡。 |
| 1976年6月6日     | 西貢漁民新村5號弒母案                  | 婦人梁花妹（56歲）遭兒子揮刀斬死。12月1日，其子馬來（30歲）誤殺罪成，入獄3年。 |
| 1976年6月14日    | 上環三角碼頭命案                       | 死者方月波（40歲）借錢不遂，與兇手許某（約40歲）爭執被揮鎚擊傷，兩日後死亡。 |
| 1976年6月15日    | 中環亞厘畢里劫殺案                     | 恆生銀行職員何金定（22歲）與女友行經亞厘畢里時遇劫，被劫匪用刀刺斃。 |
| 1976年6月16日    | 觀塘輔仁街小巴站命案                   | 小巴站長陳錫泉（48歲）與人爭執被斬死。 - 案發現場已重建為凱滙 |
| 1976年6月29日    | 觀塘（翠屏道）邨第4座7樓命案           | 兩童彭志明（7歲）和彭國輝（5歲）遭住隔壁643號室兇手鄧國雄（30歲）用繩索與膠袋束縛活生生由7樓拋出街外。1977年3月10日，陪審團一致裁定鄧國雄兩項謀殺罪名成立，依例判繯首死刑。被告上訴，1977年7月18日被駁回。1978年6月28日，改判終身監禁。 |
| 1976年6月30日    | 深水埗東京街命案                       | 一名男子中刀不治。 |
| 1976年8月3日     | 尖沙咀彌敦道華源大廈梯間命案           | 一名美輪酒店馬籍廚師謀殺同事。 |
| 1976年8月8日     | 藍田邨女童姦殺案                       | 一名就讀區內香港八和會館小學的女童吳惠娟（8歲）在回家替家人取鎖匙期間，突然被凶手拖入垃圾房姦殺後推落垃圾槽，翌日才被清潔工人發現。案件懸而未破。 |
| 1976年9月3日     | 長沙灣元洲街邨第4座1027室殺妻案        | 馮彩芬（42歲）被丈夫陳華（57歲）刺死，兇手其後自首。次年4月1日，陳華誤殺罪成，入獄2年。 |
| 1976年9月21日    | 跑馬地黃泥涌道逸廬13樓B座主僕雙屍案    | 老婦葉文珊（約60歲）及女傭陳貴有（45歲）伏屍單位內。 |
| 1976年10月2日    | 尖沙咀天文台道4號殺警案                | 警探馮志祥（25歲）在四樓梯間被悍匪行刺殉職。案件懸而未破。 - 天文台道4號已拆卸重建成商業大廈「天文臺道8號」 |
| 1976年10月5日    | 九龍塘廣播道偉錦園7樓D座命案           | 舞小姐朱敏慧（藝名嘉玲，37歲）被刺多刀後，放入盛水的浴缸內死亡。警方其後查到朱敏慧在一家銀行有一個保險箱，保險箱有一本大型記事簿，記事簿內密密麻麻寫了數百個人名，記事簿內的名字，不少是70年代香港富豪及士紳名流。警方發現命案揭發後，記事簿內的十多個名流，突然離開香港，這些人全部拒絕與警方合作，1976年10月11日，朱敏慧在九龍殯儀館出殯，下葬柴灣華人永遠墳場。案件懸而未破。 - 2000年代前娛樂新聞記者查小欣在娛樂專欄發表文章，將命案與翁美玲自殺拉上關係，說成是同一單位，但翁美玲自殺單位實為偉錦園1樓1B座，殺人命案單位是7樓D座。 |
| 1976年10月11日   | 黃大仙東頭邨第15座公廁劫殺案           | 小販吳錦（57歲）在如廁時遇劫被毆傷，5日後不治。 |
| 1976年10月12日   | 深水埗青山道大三元麻雀館劫案           | 一名警員被殺。 - 2016年8月大三元麻雀館所在青山道219-221號因唐樓拆卸重建，搬往對面興隆大廈。 |
| 1976年10月13日   | 黃大仙東頭邨第2座公廁劫殺案            | 男子林木堅（38歲）在第2座公廁小解時遇劫，被劫匪用刀刺斃。 |
| 1976年11月10日   | 鑽石山大磡村文苑路2號石屋命案          | 趙明柳（50歲）被手袋工人唐學深（50歲）用刀刺死。 |
| 1976年11月19日   | 油麻地德興街嘉賓別墅裸屍案             | 案發於油麻地德興街11號2樓B室嘉賓花園別墅2號房，盧振才（44歲）殺人後用電動圓床來製造不在場證據，屍體在圓床上上下跳動，無法形成屍斑，死亡時間出現誤差。1977年6月20日，陪審團一致裁定盧振才謀殺罪成，依例判處死刑。 |
| 1976年11月23日   | 屯門藍地桃園圍新村140B號劫殺案         | 老翁陳本榮（83歲）中刀不治，妻子黃秋芝（83歲）被斬傷。 |
| 1976年11月30日   | 柴灣安置區命案                         | 死者張錦滿（26歲）遭債主用木棍擊傷頭部，兩日後不治。 |
| 1976年12月2日    | 土瓜灣落山道78號美景樓2期3樓非法墮胎案 | 婦人張麗娟（45歲）接受非法墮胎手術期間死亡。次年8月26日，無牌中醫黃卓平（38歲）誤殺及墮胎罪成，入獄5年。 |
| 1976年12月11日   | 旺角亞皆老街28號餐廳開槍案             | 三名匪徒行劫「金馬餐廳」，一匪遭探員開槍擊斃。 |
| 1976年12月21日   | 尖沙咀彌敦道凱悅酒店地庫桃色命案       | 兇手劉國基（25歲）不忿舊愛移情別戀，揮刀將情敵鄧偉聯（24歲）斬死，另一男子亦被斬傷。 - 案發現場已重建為國際廣場 |

## 1977年
| 案發日期       | 案件                                    | 簡介 |
| -------------- | --------------------------------------- | --- |
| 1977年1月1日   | 土瓜灣啟明街19號後巷開槍案              | 一名道友遭警員開槍擊斃。 |
| 1977年1月3日   | 長沙灣兼善里23號梯間劫殺案              | 旅遊車車主蕭國安（46歲）抗賊被刺斃。 |
| 1977年1月4日   | 屯門藍地新慶村士多劫殺案                | 店東周振年（65歲）遭竊匪斬死。 |
| 1977年1月18日  | 上水坑頭村58號縱火雙屍案                | 有酗酒背景及四度入住瘋人院的自大狂男子吳九（55歲）在第四次獲釋後第一天，即將妻子劉兆（42歲）及兒子吳東海（7歲）打昏，並綑綁於屋內，然後縱火燒屋，燒死兩人。其後，鄰近的兩名村民試圖自行灌救時，亦遭兇手追打。最後，兇手於同日落網被捕，並於同年被判入瘋人院。 |
| 1977年1月21日  | 柴灣興華邨肢解案                        | 兇手文中（56歲）殘殺前妻曾月雲（51歲），並將其屍體棄置在不同地方。 |
| 1977年2月4日   | 九龍塘金巴倫道25號枇杷園時鐘別墅情殺案  | 女子李X芬（19歲）遭男友林樹安（22歲）落藥後被勒頸亡，其男友後服毒自殺但獲救生還。 - 現址已改作為庵堂（彿教福壽感恩堂） |
| 1977年2月5日   | 深水埗福華街6號後巷開槍案               | 兩名劫匪爬窗潛入福華街6號一單位行劫，警員追捕劫匪時被揮刀襲擊，劫匪陳錦材（30歲）被開槍擊斃。3月14日，另一劫匪李德仁（28歲）行劫罪成，入獄4年。 |
| 1977年2月6日   | 錦田北圍村士多命案                      | 男子白義偉（22歲）遭人斬死。 |
| 1977年2月26日  | 柴灣邨14座1030室弒兄案                  | 一名男子因金錢問題與兩兄長爭執，揮刀將大哥斬死，二兄亦被斬傷。 |
| 1977年3月12日  | 鴨脷洲大街亨利閣12樓C座命案             | 一名瘋漢在油麻地寓所斬傷妻子，再前往鴨脷洲的胞姊寓所斬傷兩名外甥，其中一名外甥傷重不治。 |
| 1977年3月28日  | 尖沙嘴美麗都大廈7樓E座龍門客棧606號命案 | 英國籍海員嘉理文（24歲）在美麗都大廈7樓龍門客棧606號房殺死妓女郭燕琴（56歲）。 |
| 1977年4月1日   | 土瓜灣下鄉道33A號命案                   | 小販蔡永業（45歲）遭人打傷，倒臥下鄉道33A號門外，送院不治。 |
| 1977年4月6日   | 屯門福亨村命案                          | 死者宋華（25歲）遇襲喪命。 |
| 1977年4月10日  | 旺角洗衣街159號ABC餅店命案              | 製餅師傅黃華（24歲）被五人斬死。 |
| 1977年4月10日  | 九龍佐治五世紀念公園旁邊地盤命案        | 地盤看更陳文（43歲）被人刺殺，伏屍公園旁邊一個修路地盤。 |
| 1977年4月18日  | 青衣島漁民命案                          | 青衣島蝦艇發生命案，青年張金有（19歲）遭人以三角銼刺死。兩堂兄弟因禮金殺死親家。堂弟服刑2年後獲釋，但在1979年6月4日屯門新墟街市28號用三角銼殺死姑母後自殺。                                                                                                   |
| 1977年4月21日  | 鯉魚門海面浮屍案                        | 機艇船主郭炳（68歲）頭部多處受傷，浮屍鯉魚門海面。 |
| 1977年4月21日  | 旺角荔枝角道22號東興大廈情殺案          | 男子馮X華（25歲）勒死前女友莫婉華（約18歲），棄屍14樓2號後樓梯，馮男最後向警方自首。 - 案發地點已改建為旺角維景酒店 |
| 1977年4月27日  | 北角英皇道321號皇冠大廈5樓F室謀殺案     | 分租房地盤工人租客吳新甫（40歲）與人爭執被利刀插胸死亡，遺下妻子五幼子女。 |
| 1977年4月28日  | 旺角廣東道1066號梯間命案                | 舞廳消遣分賬起衝突，死者李文昌（18歲）與好友徐偉興（21歲）爭執被毆斃。12月30日，徐偉興誤殺罪成，入獄兩年。 |
| 1977年5月1日   | 柴灣邨14座劫殺案                        | 居於柴灣邨14座12樓1129室的男子黃滔（53歲，廚師）被兩名熟人行劫，胸部、腹部、頭部中刀，倒斃柴灣邨14座電梯出口處。 |
| 1977年5月2日   | 深水埗南昌街174號五樓命案               | 女戶主佘嬋新（36歲）被賊人用硬物重擊致死，其子龍振聲（7歲）亦被打至重傷。 |
| 1977年5月6日   | 屯門河田村28C號石屋命案                 | 男子黃深任（60歲，或作黃申任）與兒子黃長興（31歲）爭吵，黃深任被人用鐵鎚擊斃。1978年4月19日，黃長興謀殺罪成，被判繯首死刑。 |
| 1977年5月11日  | 新蒲崗衍慶街富源樓2樓公寓命案           | 一名姑爺仔在富源樓2樓麗都公寓307號房扼斃女學生黎麗菁（17歲）。12月1日，死者男友溫生（27歲）誤殺罪成，入獄4年。 |
| 1977年5月11日  | 黃大仙龍翔道男屍案                      | 酒樓管倉員陳坤（45歲）滿身刀傷伏屍龍翔道近沙田坳道一處天橋底。 |
| 1977年5月14日  | 沙田銅鑼灣村劫殺案                      | 沙田銅鑼灣村建築地盤看更張振光（62歲）遭劫殺。被告蕭耀文（23歲，又名金貴軒，任職裁縫）被判死判，後改判終身監禁。 |
| 1977年5月24日  | 尖沙咀重慶大廈麻布袋藏屍案              | 5月24日下午於佐敦谷水塘發現一麻布袋，內有男性屍體。一名南亞裔人士重慶大廈被謀財害命，被兇手棄屍佐敦谷水塘。 |
| 1977年6月6日   | 黃大仙下邨32座4樓梯間仇殺案             | 黑幫仇殺，男子吳貴隆（22歲）在32座4樓梯間被斬死。 |
| 1977年6月12日  | 沙田何東樓車房命案                      | 男子鍾信來（19歲）行經何東樓附近時，遭一輛經過貨車弄污衣服，鍾前往該貨車之車房欲索償不果，遭鄭炳新（23歲）等人襲擊，送院三日不治。 |
| 1977年6月18日  | 汀九大欖涌引水道命案                    | 針織廠少東黃美慶（17歲）倒斃汀九大欖涌引水道，死者身上有多處傷痕。 |
| 1977年6月24日  | 土瓜灣鶴齡街6號梯間命案                 | 清潔工人梁賢（46歲）右腹受傷倒斃大廈3樓梯間。 |
| 1977年7月10日  | 藍田邨第3座4樓梯間命案                  | 一名有福義興背景男子被新義安成員襲擊，倒斃第3座4樓梯間。 |
| 1977年7月15日  | 觀塘海濱道貨物起卸碼頭命案              | 碼頭苦力莫耀（47歲）與同事梁火泰（53歲）發生爭執，梁被人以木棍擊傷頭部，兩日後死亡。 - 案發地點現址為觀塘海濱花園 |
| 1977年7月20日  | 元朗邨第2座高空擲物案                   | 男童岑建華（13歲）被高處墮下鐵枝擊斃。 |
| 1977年7月26日  | 警署行政主任離奇墮樓案                  | 油麻地警署的行政主任廖秉漢（24歲），被發現在住所對面的西環德輔道西227號康明大廈天台離奇墮樓死亡。廖秉漢為香港中文大學哲學系應屆畢業生，任職不足一個月。 |
| 1977年7月28日  | 中環些利街16A號二樓後座命案             | 死者張國任（40歲）與住客文永漢（53歲）因電視聲浪問題爭執，張揮刀向文襲擊，反被對方奪刀斬死，另一女住客試圖制止亦被斬傷。 |
| 1977年8月2日   | 深水埗北河街149號恆發大廈麻雀館仇殺案   | 道友周炳壯與探員鄧福祥於「維多利亞蔴雀館」內發生爭執。爭執間周炳壯以剪刀插向鄧福祥胸口然後逃去，鄧福祥其後死亡，周炳壯匿藏於西貢區兩年後被捕。 |
| 1977年8月12日  | 觀塘（翠屏道）邨12座3樓命案             | 聾啞男子陳運財（52歲）遭人刺斃。 |
| 1977年8月15日  | 灣仔莊士敦道勝意大樓12樓A座命案         | 兇手張振良（30餘歲）揮刀狂斬舅父母致一死一傷，兇手事後亦跳樓身亡。 |
| 1977年8月22日  | 藍田邨第4座士多命案                     | 塑膠工人羅泉好（42歲）竹戰期間遭人毆傷，兩日後不治。 |
| 1977年8月23日  | 銅鑼灣永興街27A號永興新樓八樓雙屍案     | 探員容羽聰（35歲）槍殺女友朱少娟（40歲）後吞槍自盡。 |
| 1977年9月17日  | 油麻地文華新村文華樓9號18樓命案         | 女子任潔媚（35歲）身中多刀倒斃浴缸。兇手郭正強（27歲）誤殺罪成，入獄10年。 |
| 1977年9月27日  | 美孚新村蘭秀道30號20樓劫殺案            | 女子文佩蓮（23歲）出門時遇劫，被兩匪脅持返家，文弟見狀大聲呼救，劫匪老羞成怒將文女刺斃。 |
| 1977年10月7日  | 馬頭圍亞皆老街遊樂場橫巷命案            | 死者程寶榮（56歲）與另一小販爭位擺檔被刺傷，送院翌日不治。 |
| 1977年10月10日 | 大坑重士街10號命案                      | 金錢糾紛，死者陳振雄（52歲）遭人揮拳擊斃。 |
| 1977年10月29日 | 黃大仙下邨11座2樓女廁殺嬰案             | 婦人徐連芳（30歲）將初生嬰兒拋落女廁糞渠溺斃。 |
| 1977年10月30日 | 西營盤第三街弒兄案                      | 一名男子索錢吸毒不遂毆打父母，胞弟不值所為將其斬死。 |
| 1977年11月19日 | 秀茂坪邨21座513室倫常命案               | 男戶主黃基（33歲）疑妻子凌少萍（27歲）與人有染，斬殺妻子後上吊自殺。 |
| 1977年11月30日 | 灣仔軍器廠街開槍案                      | 兩名匪徒行劫軍器廠街一間油站，一匪被警員擊斃，另一匪當場被捕。 |
| 1977年12月2日  | 北角英皇道435號珠璣大廈7樓B座劫殺案     | 保險公司經理關國俊（27歲）劫殺舞女租客謝惠華（22歲）。 |
| 1977年12月2日  | 旺角通菜街42號梯間劫殺案                | 塑膠廠管工黃就泰（52歲）被劫匪刺斃。 |
| 1977年12月2日  | 銅鑼灣百德新街橫巷開槍案                | 一名扒手被警員開槍擊斃。 |
| 1977年12月23日 | 粉嶺馬屎埔村67A號弒父案                 | 男戶主蔡兆泉（44歲）與妻及子因家事問題爭吵，遭兒子蔡文鎏（21歲）揮刀斬死。 |
| 1977年12月27日 | 觀塘（翠屏道）邨16座士多劫殺案          | 士多女東主何五（70歲）伏屍店內。 |

## 1978年
| 案發日期       | 案件                                    | 簡介 |
| -------------- | --------------------------------------- | --- |
| 1978年1月4日   | 黃大仙仁愛村公廁劫殺案                  | 老婦林秀蘭（73歲）倒斃公廁糞坑內，死者頭頸有傷痕，銀包被劫去。 |
| 1978年1月6日   | 荃灣眾安街2A號四樓男子公寓命案          | 死者林添福（52歲，地盤工人）與兇手莊雄齊（40歲，清潔工人）發生爭執，林被莊連刺多刀死亡。 |
| 1978年1月7日   | 西營盤皇后大道西冠華大廈命案            | 看更楊金（65歲）被人用鐵剷擊傷頭部，延至1月26日傷重不治，男子陳坤（37歲）被控謀殺。 |
| 1978年1月8日   | 鰂魚涌英皇道寶峰園佛壇女屍案            | 一名帶髮修行女子黃燕（30歲），伏屍自宅英皇道1090號寶峯園19樓A2座佛壇前，頸有傷痕，疑遭劫殺。案件懸而未破。 |
| 1978年1月8日   | 粉嶺嶺咀村48號木園劫殺案                | 廣新木園女東主何敬（58歲）倒斃木園貨倉內。8月14日，竊匪劉海（38歲）誤殺罪成，入獄10年。 |
| 1978年1月8日   | 九龍塘龍翔道地盤劫殺案                  | 地盤看更余榮光（45歲）倒斃看更房床上，死者頭頸有傷痕，雙腳被綁。 |
| 1978年1月29日  | 葵涌石英徑5-21號葵涌大廈2樓P座命案      | 繁榮針織廠東主徐毓智（28歲）被殺，下體遭割去。 |
| 1978年2月2日   | 長沙灣邨11座1227室命案                  | 老婦胡明（67歲）被殺，喉部插有利剪。 |
| 1978年2月3日   | 深水灣道賽馬會高級職員宿舍劫殺案        | 案發於深水灣道3號2樓賽馬會高級職員宿舍LYNX HILL，外籍賽馬會行政主任兼馬房主任鮑愛克的妻子被入屋行劫的兇徒用刀殺死。死者瑪嘉烈.比葛.鮑愛克（50歲）是香港女童軍總會的副會長。 - 香港賽馬會在2011年以8.888億元將深水灣道3號售予華人置業，華人置業其後再以總代價9.268億元，將物業轉售予主席劉鑾雄私人持有。                                    |
| 1978年2月5日   | 西貢蠔涌雙屍劫殺案                      | 一對情侶被劫殺。本案有目擊者見過兇手。 |
| 1978年2月9日   | 秀茂坪邨第35座7樓命案                   | 死者陳仲謀（51歲）向妻子范錦娣（49歲）索錢吸毒不遂，逐向妻子拳打腳踢，兒子陳振誠（18歲）見狀向死者箍頸試圖制止，死者其後不支倒地身亡。 |
| 1978年3月2日   | 深水埗長沙灣道84-86號協群樓2樓劫殺案    | 便衣探員劉澤武（32歲）於胸圍廠的內地下賭檔被劫殺，頭部中槍亡。 |
| 1978年3月14日  | 西環山市街1G號四樓倫常命案              | 討錢賭搏被拒，爛賭男譚希富（49歲）斬死妻子余美玲（50歲）後吊頸亡。 |
| 1978年4月3日   | 油麻地長樂街百樂大廈18樓C座雙屍案       | 簡秀文（26歲）與鄭景穩（46歲）在浴室鴛鴦戲水，暗中將烈性農藥英特靈含在口中，乘與鄭接吻時，將農藥送入對方口中，並勸對方吞下。鄭吞下農藥後毒發身亡，簡用浴巾將浴室的門縫塞着，及將窗戶掩上，然後弄開在浴室內一罐石油氣。之後，簡坐在馬桶上，把鄭扶起，面對面的將鄭放在自己的大腿上，再用繩索綁着自己的右腳及對方的左腳，以示兩人死也不分離。 |
| 1978年4月9日   | 土瓜灣美景樓第2期14樓2A座毒橙汁倫常命案 | 女子李金（38歲）因為懷疑丈夫有外遇和追討他欠下外母的錢而口角，之後在丈夫外出時強迫三名子女飲下含有山埃的橙汁，而李金自己亦有飲下。結果李金、二兒子陸家宏（10歲）和三兒子陸家信（8歲）先後毒發身亡，而14歲的大女兒因為察覺有異，不肯飲下橙汁而逃過一劫。                                                                                    |
| 1978年4月28日  | 柯士甸山頂麻袋藏屍案                    | 星加坡籍女子何玉英（31歲）被巴藉人士殺害後麻袋藏屍，被棄屍港島柯士甸山頂草叢。 |
| 1978年5月3日   | 觀塘碼頭偕子尋死案                      | 婦人吳玉娟（35歲）背負幼子林海強（4個月大），手拖長子林均（3歲）跳海自殺，吳與長子獲救，幼子溺斃。 |
| 1978年5月4日   | 旺角柏樹街7號後巷開槍案                 | 警員追捕四名毒販時遭反抗，開槍將一人擊斃。 |
| 1978年5月8日   | 牛潭尾竹園村命案                        | 少年黎炳祥（15歲）遭四人毆斃。 |
| 1978年5月14日  | 深水埗南昌街1號四樓倫常三屍案           | 絕症婦人楊美珍（26歲）以殺蟲水混合橙汁毒殺兩子後自盡。 - 案發現場已重建為南昌一號 |
| 1978年5月17日  | 九龍城寨長安里5號命案                   | 老翁蔡伯鴻（70歲）與人爭執被斬死。 |
| 1978年5月24日  | 太古城泰山閣24樓G座命案                 | 男子戴益善（47歲，任職保安隊長）意圖侵犯女友朋友蘇金女（27歲，任職舞女），被女友張樹美（32歲，任職舞女）撞破，男死者毆打兩人，其後被兩人勒斃。 |
| 1978年5月29日  | 大埔圍頭村15號命案                      | 小巴司機何沛雄（28歲）與人爭執被斬死。 |
| 1978年6月1日   | 半山干德道聯邦花園巴黎閣1樓D座劫殺案    | 韓國籍戶主黃恩徠（40歲）之養女金貞姬（23歲）被勒死，妻女分別被勒傷及斬傷。 |
| 1978年6月1日   | 葵涌葵盛邨第10座殺妻案                  | 失業男戶主以鐵枝打死熟睡妻子，兩名女兒亦受傷。 |
| 1978年6月8日   | 大角咀角祥街中堅樓梯間劫殺案            | 少女易惠冰（18歲）被勒死，倒臥中堅樓5、6樓梯間。 |
| 1978年6月20日  | 京士柏公園劫殺案                        | 一對情侶談心時遇劫，男事主李俊生（22歲）遭刺斃。 |
| 1978年6月22日  | 南丫島北角村16號石屋命案                | 男子周誠道（41歲）與鄰居爭執後，將鄰居兒子陳志威（18月大）溺斃。 |
| 1978年6月22日  | 橫頭磡邨第15座339室殺妻案               | 男戶主林典濠（53歲）以利鑿插死妻子湯惜珍（46歲）。 |
| 1978年6月28日  | 旺角亞皆老街13號啟運大廈10樓倫常命案    | 死者黃錦輝（28歲）向父親索錢吸毒不果，持刀威嚇斬死父親，胞弟見狀向死者箍頸試圖制止，死者其後暈倒不治。 |
| 1978年7月10日  | 觀塘宜安街21號有利大樓5樓縱火自刎案     | 一名55歲男子縱火後用菜刀狂劈腹部自刎死，房東夫婦被燒死。 |
| 1978年7月12日  | 油麻地文華新村文昌樓碎屍案              | 油麻地渡船角文蔚街文昌樓15樓26號室，發現兩個藏有腐肉的籐篋，男子鄧漢淼（約30歲）被碎屍。事後疑兇李遠從（24歲）被捕。李遠從誤殺罪成，判入獄5年。 |
| 1978年7月18日  | 新蒲崗彩虹道新蒲崗大廈D座14樓命案       | 日本籍男子中谷喜道（57歲）與姓盧妻子（48歲）爭執，中谷被人推倒地上死亡。 |
| 1978年8月3日   | 銅鑼灣啟超道2號梯間劫殺案               | 留日學生陳樹華（25歲）倒斃啟超道2號3、4樓梯間，身上有刀傷。 |
| 1978年8月3-4日 | 橫頭磡邨命案                            | 少年何體文（15歲，又名何興）先後兩次被人毆打，重傷不治。 |
| 1978年8月10日  | 屯門大興邨興昌樓3樓誤殺女童案           | 一對夫婦因長期疏忽照顧女兒，引致其嚴重營養不良死亡。 |
| 1978年8月21日  | 黃竹坑道63號天豐工業大廈11樓命案        | 貨車司機邵國良（41歲）因泊車問題與人衝突，期間遭人以木棍擊傷頭部，送院兩日後不治。 |
| 1978年8月25日  | 跑馬地黃泥涌道91號三樓劫殺案            | 家居設計師龔少亭（35歲）抗賊遭刺斃。 |
| 1978年8月25日  | 灣仔修頓球場衝突命案                    | 數名觀眾打鬥，一人被毆斃。 |
| 1978年9月26日  | 深水埗北河街120號七樓縱火雙屍案         | 老翁蘇貴生（63歲）與妻子劉妹（62歲）被殺及被縱火燒屍。 |
| 1978年10月13日 | 大角咀福全街2A號五樓命案                | 打牌九起衝突，老翁許鴻彩（63歲）遭人以摺櫈擊傷頭部，送院4日後不治。 - 案發現場已重建為榮富大廈 |
| 1978年11月6日  | 香港仔華富邨命案                        | 兩名和合圖黑社會人物遭十數名敵對黑幫新義安分子襲擊，其中許家榮（17歲）傷重死亡。被告容大為被裁定謀殺罪成，判處死刑，1981年1月改判終身監禁。 |
| 1978年11月10日 | 旺角亞皆老街50號新輝大廈開槍案          | 三名賊人行劫新輝大廈二樓一間音響器材公司，逃走時與一名海關督察相遇，督察喝止不果開槍，三賊一死兩傷。 |
| 1978年12月8日  | 藍田邨第4座917室殺嬰案                  | 少婦黃玉連（21歲）將兒子林家祺（3個月大）放入水桶溺斃。 |
| 1978年12月9日  | 尖沙咀金巴利道理髮師被殺案              | 案發於尖沙咀金巴利道35-37號新花都酒樓，理髮師林鏡懇（或林金城，約29歲）遭數名兇徒斬殺，身中多刀當場死亡。四名被告陳根祥（26歲）、陳根壽（31歲）、黃榮添（31歲）、黃亦歡（28歲）被判死刑，1981年5月改判終身監禁，2004年11月8日，經長期監禁刑罰覆核委員會覆核其刑期後，獲提早釋放。                                                          |
| 1978年12月9日  | 灣仔運盛街命案                          | 廢紙廠東主呂雪嘉（56歲）途經運盛街時被人擊傷頭部，送院4日後不治。 |
| 1978年12月13日 | 荃灣河背街47號梯間命案                  | 男子馬植榮（32歲）在大廈六樓梯間被斬死。 |
| 1978年12月15日 | 黃大仙竹園聯合村199號木屋劫殺案         | 老婦袁瑞意（77歲）被劫殺。 |

## 1979年
| 案發日期       | 案件                                         | 簡介 |
| -------------- | -------------------------------------------- | --- |
| 1979年1月24日  | 黎鴻荃醫生被殺棄屍案                         | 醫生黎鴻荃1月24日失踪，懷疑被綁架，2月14日醫生的腐屍在龍蝦灣一個懸崖邊被發現，身首異處。案件懸而未破。 |
| 1979年1月31日  | 柴灣寧富街鋼具廠命案                         | 應文良在柴灣白沙灣寧富街「新中鋼具廠」閣樓謀殺看更王亞洋，於同年8月15日被判死刑，其後獲赦免死刑。 - 案發地點現址為柴灣公園 |
| 1979年2月5日   | 八鄉吳家村劫殺案                             | 豬農陳興（70歲）抗賊遭刺斃，其妻子亦被刺傷。 |
| 1979年2月6日   | 油麻地碧街30號命案                           | 食客韋蘇（50歲）與食檔伙計佟增元（35歲）爭執，韋被人推倒地上死亡。 |
| 1979年2月22日  | 深水埗荔枝角道273號八樓縱火案                | 兇手追債時縱火，燒死三名兒童（鄧醒強、鄧醒發、鄧潔麗）與一名男子。 |
| 1979年3月25日  | 觀塘康利道金豪閣綁架案                       | 南陽製衣廠老闆王昌耀（41歲）的兒子王家倫（12歲，1967年1月23日出生，佑華小學下午班六年級）及女兒王思琪（8歳，1971年8月17日出生，基法小學下午班二年級）被綁架，家屬依足綁匪指示在特定地點送出贖金，但綁匪沒有收取贖金，亦沒有再致電家屬。案件懸而未破。兄妹至今下落不明。 |
| 1979年3月31日  | 荃灣荃威花園地盤命案                         | 地盤工人余向明與工友嚴慶榮（20歲）因飯盒價錢問題爭執，被嚴以木棍擊傷頭部，送院7日後不治。10月8日，嚴慶榮誤殺罪成，入獄3年。 |
| 1979年4月4日   | 尖沙咀星光行12樓1201及1201A室凶殺案          | 美利製衣廠有限公司準新郎代經理梁傑英（29歲）與同事潘永洪（24歲）爭執慘被刀插頸及頭死亡。 |
| 1979年4月7日   | 灣仔軒尼詩道長勝行命案                       | 案發於灣仔軒尼詩道38至46號新基大廈2樓E座，長勝行洋服店東主徐學良（63歲）被男子朱某（52歲）以三角銼及利剪刺死，徐朱二人為相識三十年多年的老友。 |
| 1979年4月11日  | 石澳後灘嬰屍案                               | 一具男嬰屍體在石澳後灘海面漂浮。 |
| 1979年4月12日  | 黃大仙下邨第4座命案                          | 工人吳志雄（32歲）與鄰居楊九（48歲）因電視機聲浪問題爭吵。吳遭對方以三角挫刺中胸部身亡。 |
| 1979年4月12日  | 深水埗石硤尾街2E號三樓劫殺案                 | 老婦李三（65歲）歸家時被一名男子從後箍頸行劫，並遭扯着頭髮以頭部撞向鐵閘，送院後身亡。 |
| 1979年4月13日  | 銅鑼灣怡和街命案                             | 舞廳大班陳國棟（38歲）於舞廳與數位客人口角後，於銅鑼灣怡和街42號遭附近十多名持刀男子襲擊身亡。警方拘捕4名疑兇，一名疑兇獲撤銷控罪，其餘三名疑兇在聆訊後由法官裁定表面證據不足而釋放。                                                                                   |
| 1979年4月18日  | 北角英皇道英皇中心劫殺案                     | 英皇中心14樓E座遭匪徒入屋行劫，女童崔美儀（12歲）四肢被反綁，汗衫塞口窒息慘死。 |
| 1979年5月20日  | 秀茂坪邨第30座殺父案                         | 一名5年前因中風而全身癱瘓的老翁，多次叫患有神經病的兒子李明光（26歲）替自己自殺，其子因不堪照顧壓力，加上受精神病影響而從命，把他徒手掐死。同年9月，其子被判誤殺罪成，移送青山醫院進行精神科治療。                                                                      |
| 1979年6月1日   | 旺角廣華街1號仁安大廈24樓B6室命案            | 女子曾淑儀（19歲，舞小姐）吸食毒品後神志模糊，用高跟鞋殺死朋友陳麗賢（20歲，舞小姐）。 |
| 1979年6月2日   | 汀九屯門公路地盤命案                         | 兩名菲律賓籍地盤工人發生爭執，一人被刺斃。 |
| 1979年6月4日   | 屯門新墟街市命案                             | 金錢糾紛，兇手樊志興（24歲）以三角銼刺死姑媽樊容娣（45歲），再自刺腹部身亡。 |
| 1979年6月6日   | 西營盤干諾道西156號浮屍案                    | 男子邱永全（32歲）被殺，浮屍干諾道西156號均益倉對開海面。 |
| 1979年6月26日  | 佐敦谷邨第7座開槍案                          | 警員追捕兩名道友時被襲擊，開槍擊斃一人。 |
| 1979年6月27日  | 叙利亞商人被刺死案                           | 叙利亞籍珠寶商人Haj Ibrahnia Tel Foour（65歲）於尖沙咀香港大酒店11樓的客房內遭兩名男子刺傷，後傷重不治。被告李明被判死刑，1981年5月改判終身監禁。 - 案發地點現址為馬哥孛羅香港酒店                                                                                      |
| 1979年6月28日  | 筲箕灣金華街公廁命案                         | 老婦劉玉卿（70歲）被發現手腳被綁，口部被布塞著伏屍公廁內。 |
| 1979年7月3日   | 葵涌打磚坪街102-112號打鬥命案                | 兩名布廠工人爭執打鬥，一死一傷。 |
| 1979年7月6日   | 旺角華懋王子大廈徵友女郎命案                 | 「一樓一徵友女郎」楊玉芳（24歲，藝名小芬），被發現赤裸陳屍旺角道97號華懋王子大廈3樓N座家中，背部、頭部及頸部有傷痕。案件懸而未破。 |
| 1979年7月8日   | 旺角界限街業利樓徵友女郎命案                 | 印尼華橋「徵友女郎」劉阿妹（32歲，藝名秀子）被殺，伏屍界限街20號業利樓6樓C座一單位，被刺破喉嚨而死。案件懸而未破。 |
| 1979年7月31日  | 觀塘和樂邨富安樓704室命案                    | 兩名同屋男子因房租問題爭執，一人被斬死。 |
| 1979年8月      | 陳煥興碎屍案                                 | 黑吃黑，毒販陳煥興（29歲）在元朗大棠路一單位遭殺害肢解，部份屍塊被丟入廁渠沖走，其餘殘肢則棄置屯門望后石海灘。 |
| 1979年8月1日   | 油塘下村189號木屋命案                        | 兇手林昭流（37歲）以12,800元為介紹費經媒人丘彩珠（23歲）作媒，娶得泰女為妻，後意見不合離婚，林昭流疑遭人欺騙，逐遷怒於媒人，斬傷丘彩珠三母女，其中女嬰黃明展（11月大）傷重不治。林昭溜在於護老院再因縱火及毆打被捕。                                                    |
| 1979年8月14日  | 北角英皇道416號新都城大廈A座10樓1007室劫殺案 | 婦人杜茜志（58歲，又名杜開蓮）被剛回家的侄兒黃水浪（32歲）發現遭人亂刀斬死，伏屍單位睡房。 |
| 1979年8月16日  | 中環汽車渡輪碼頭打鬥命案                     | 兩批青年打鬥，一人死亡。 |
| 1979年8月18日  | 美孚新邨百老匯街65號電梯劫殺案               | 一對兄弟乘電梯時被持刀匪徒行劫，兄弟與匪徒糾纏間被刺傷，兄死弟傷。 |
| 1979年8月22日  | 深水埗南昌街109號命案                        | 青年葉廣志（18歲）遭仇家譚慎志（18歲）追斬，逃進安齡參茸大藥行內暫避傷重死亡。 |
| 1979年8月27日  | 秀茂坪邨43座329室命案                        | 一名男子斬死表哥。 |
| 1979年9月2日   | 上環皇后大道中367號萬利大廈水箱藏屍案        | 清潔女工梁玉芳（59歲）被殺，藏屍大廈天台水箱。 |
| 1979年9月2日   | 柴灣連城道仁樂大廈A座11樓B座命案             | 失婚孕婦套房租客魏玉冰（29歲）與精神病男友張X強（27歲）爭執後被勒死一屍兩命。 |
| 1979年9月4日   | 尖沙咀中間道淋鏹水案                         | 尖沙咀中國宮殿夜總會女侍區玉蓮（24歲），凌晨三時許，下班後返家途中遭一名男子趨前淋鏹水後不治，之前死者表示曾向高利貸借了一筆錢。案件懸而未破。 |
| 1979年9月7日   | 尖沙咀柯士甸大廈14樓A座命案                  | 死者梁賢（32歲）與妻子甄瑞玲（28歲）發生爭執，梁被妻子以利刀插背死亡。 |
| 1979年9月13日  | 東啟德難民營A1座命案                         | 三名兇徒欲偷竊他人財物被撞破，將目擊男子黃景生（27歲）刺死。 |
| 1979年9月14日  | 深水埗福榮街28-30號榮華大廈9樓後座命案       | 林姓二房東包租婆（67歲）回家發現電子廠女工租客譚少英（21歲，懷孕3個月）頭頸受傷喉有刀傷，雙手被綑綁疑半裸伏屍單位大廳，疑有人因姦不遂遭殺害，一屍兩命。 |
| 1979年9月23日  | 旺角大南街88號梯間劫殺案                     | 印刷廠東主馮炎（59歲）抗賊被刺斃。 |
| 1979年9月24日  | 青衣北油柑頭木屋命案                         | 船廠工人周松根（35歲）將同事郭根（40歲）斬死。 |
| 1979年9月29日  | 油麻地窩打老道1R號金堂大廈開槍案             | 一名毒販被警長開槍擊斃。 |
| 1979年9月30日  | 深水埗保安道4號命案                          | 男子黃志恆（約30歲）與人爭執被斬死。 |
| 1979年9月30日  | 灣仔修頓室內場館命案                         | 武術選手陳明德（17歲）參加擂台比賽遭對方踢傷頸部，送院不治。 |
| 1979年10月22日 | 蝴蝶谷長坑村男屍案                           | 死者黃振良（32歲）私吞賣毒品的錢，在牛頭角被黑社會殺死後，棄屍九華徑長坑村坳背山男童院山邊。 |
| 1979年11月5日  | 西貢菠蘿輋南山村劫殺案                       | 的士司機劉禮淳（46歲）被發現頭部受傷昏迷車內，送院2日後不治。 |
| 1979年11月7日  | 灣仔駱克道446號大觀樓6樓開槍案               | 死者張鑑鑾（29歲）因事業愛情失意引致精神失常，揮刀將胞兄斬至重傷，警員到場制止不果將死者擊斃。 |
| 1979年11月15日 | 觀塘通明街44號二樓縱火案                     | 老婦尤啓（70歲）攀出窗口逃生時，失足由2樓墮下重傷不治。 |
| 1979年11月26日 | 鰂魚涌英皇道英麗閣8樓A2室劫殺案              | 婦人蔡美英（54歲）於家中被兩名分別姓吳和姓黃的少年殺害。當中姓吳的兇手是死者的外侄孫。起因是因為借錢不遂。最後兩人被判入教導所。 |
| 1979年12月9日  | 土瓜灣落山道78號美景樓2期縱火案              | 美景樓2期14樓22座「聯成毛織廠」遭縱火，釀成一死一傷(35歲曹姓男子於厠所被焗死 & 62歲女工黃仲嬌)。 |
| 1979年12月17日 | 尖沙咀加連威老道65號命案                     | 三名男子在「富臨門酒樓」宵夜時被十多人襲擊，一死一傷 。 |

## 外部連結
- 香港舊報紙（页面存档备份，存于） - 數碼館藏 - 多媒體資訊系統 香港公共圖書館